# Liste des membres de la Convention nationale par département
Nom, prénoms, profession, des députés titulaires et suppléants de la Convention nationale, classés par département, selon l'ordre dans lequel ils ont été élus pour représenter le peuple. Parmi ce millier d'élus, 898 ont siégé pendant cette législature de l'Assemblée nationale qui débute le 21 septembre 1792 et se termine le 26 octobre 1795 (Voir leur liste alphabétique).

## Départements envoyant des représentants à la Convention Nationale
Le 10 août 1792, l'Assemblée Législative prononce la formation d'une Convention nationale. Le lendemain, elle organise à cet effet une élection législative et convoque par décret pour le dimanche 26 août 1792 les électeurs des assemblées primaires. Chaque département devra nommer autant de députés que pour l'Assemblée Législative (art. 4 du décret du 11 août 1792) au cours d'une assemblée des électeurs nommés par les assemblées primaires. Cette assemblée départementale doit se réunir le dimanche 2 septembre 1792 (art. 8 et 9) dans les chefs-lieux de district désignés dans le tableau annexé au décret.
La commune où se tient l'assemblée départementale de chacun des 83 départements français créés par les décrets du 22 décembre 1789 et du 26 février 1790 figure dans le tableau du 11 août 1792.
Au cours de la législature, l'assemblée crée de nouveaux départements :
Trois créations entraînent l'augmentation du nombre de députés :
- Le département des Alpes-Maritimes (à la suite de la réunion du comté de Nice à la France) le 31 janvier 1793,
- Le département du Mont-Blanc le 27 novembre 1792,
- Le département du Mont-Terrible le 23 mars 1793.

Une création n'a pas de conséquence sur la représentation nationale :
- Le département de Jemmapes, créé le 2 mars 1793 par réunion à la France du pays de Hainaut, n'est pas appelé à envoyer de députés.

Deux créations n'entraînent qu'un transfert de députés :
- Le département du Rhône, par partition du Rhône-et-Loire, le 29 brumaire an II (19 novembre 1793),
- Le département du Vaucluse, par détachement de quelques districts de la Drôme et des Bouches-du-Rhône, le 25 juin 1793.

La représentation des populations des « colonies et possessions extérieures de l'Empire français » au nouveau Corps Législatif se décide par un décret du 22 août 1792, adopté à partir d'un long rapport de Merlet présenté le 18, au nom du Comité des colonies.

## Sommaire
- Ain
- Aisne
- Allier
- Basses-Alpes
- Hautes-Alpes
- Alpes-Maritimes
- Ardèche
- Ardennes
- Ariège
- Aube
- Aude
- Aveyron
- Bouches-du-Rhône
- Calvados
- Cantal
- Charente
- Charente-Inférieure
- Cher
- Corrèze
- Corse
- Côte-d'Or
- Côtes-du-Nord
- Creuse
- Dordogne
- Doubs
- Drôme
- Eure
- Eure-et-Loir
- Finistère
- Gard
- Haute-Garonne
- Gers
- Gironde
- Hérault
- Ille-et-Vilaine
- Indre
- Indre-et-Loire
- Isère
- Jura
- Landes
- Loir-et-Cher
- Loire
- Haute-Loire
- Loire-Inférieure
- Loiret
- Lot
- Lot-et-Garonne
- Lozère
- Maine-et-Loire
- Manche
- Marne
- Haute-Marne
- Mayenne
- Meurthe
- Meuse
- Mont-Blanc
- Mont-Terrible
- Morbihan
- Moselle
- Nièvre
- Nord
- Oise
- Orne
- Pas-de-Calais
- Puy-de-Dôme
- Basses-Pyrénées
- Hautes-Pyrénées
- Pyrénées-Orientales
- Bas-Rhin
- Haut-Rhin
- Rhône
- Rhône-et-Loire
- Haute-Saône
- Saône-et-Loire
- Sarthe
- Seine
- Seine-Inférieure
- Seine-et-Marne
- Seine-et-Oise
- Deux-Sèvres
- Somme
- Tarn
- Var
- Vaucluse
- Vendée
- Vienne
- Haute-Vienne
- Vosges
- Yonne
- Colonies

## Ain
6 députés et 2 suppléants

### Députés
1. Deydier (Étienne), notaire à Pont-de-Vaux, géomètre feudiste, ancien député à la Législative.
2. Gauthier (Antoine François), procureur général syndic du département, ancien Constituant.
3. Royer (Jean-Baptiste), ancien Constituant, évêque de l'Ain et de Paris. Exclu après le 31 mai 1793 est réintégré le 18 frimaire an III (8 décembre 1794).
4. Jagot (Grégoire Marie), juge de paix à Nantua, ancien député à la Législative. Est décrété d'accusation le 10 prairial an III (29 mai 1795) ; est ensuite amnistié.
5. Mollet (Jean Luc Anthelme), homme de loi. Démissionnaire le 16 août 1793, est remplacé le 18 du même mois par Ferrand.
6. Merlino (Jean-Marie François), homme de loi, juge au tribunal de Trévoux.

### Suppléants
1. Ferrand (Anthelme), juge au tribunal d'Ambérieux. Remplace Mollet, le 18 août 1793.
2. Claude Blanc, juge au tribunal de Trévoux.

## Aisne
12 députés et 4 suppléants

### Députés
1. Quinette (Nicolas Marie), administrateur du département, ancien député de l'Assemblée législative. Est livré aux Autrichiens par Dumouriez le 3 avril 1793 ; est mis en liberté le 4 nivôse an IV (25 décembre 1795).
2. Debry (Jean-Antoine-Joseph), administrateur du département, ancien député de la Législative.
3. Beffroy (Louis-Étienne), administrateur du département, ancien suppléant à la Législative.
4. Paine (Thomas). Opte pour le Pas-de-Calais. Est remplacé par Pottofeux.
5. Saint-Just (Louis Antoine Léon Florelle de), est mis hors la loi le 9 thermidor an II (27 juillet 1794) et guillotiné le 10 (28 juillet 1794). Est remplacé par Dormay.
6. Belin (Jean-François), cultivateur, ancien député de la Législative.
7. Petit (Michel-Edme), décédé au commencement de pluviôse an III.
8. Condorcet (Marie-Jean-Antoine-Nicolas), ancien député de la Législative. Se tue à Bourg-la-Reine le 20 germinal an II (9 avril 1794). Est remplacé par Pottofeux, qui après avoir remplacé Paine, s'était démis le 8 novembre 1792 et rentre de nouveau à la Convention.
9. Fiquet (Jean-Jacques), ancien député de la Législative, Procureur-syndic de Soissons.
10. Lecarlier (Marie-Jean-François-Philbert), ancien Constituant, président du district de Chauny.
11. Loysel (Pierre), vice-président du département, ancien député de la Législative.
12. André Dupin de Beaumont, ex-employé des Fermes.

### Suppléants
1. Pottofeux (Polycarpe), procureur général syndic du département. Remplace d'abord Paine qui a opté pour le Pas-de-Calais et donne sa démission le 8 novembre 1792. Remplace ensuite Nicolas de Condorcet le 6 brumaire an III (27 octobre 1794).
2. Bouchereau (Augustin-François). Remplace Pottofeux le 8 novembre 1792.
3. Fouquier d'Hérouel (Pierre-Eloi), ex-fourrier des logis du roi, ancien Constituant, n'a pas siégé.
4. Dormay fils (Pierre-Joachim), administrateur du district de Vervins. Remplace Saint-Just, le 13 germinal an III (2 avril 1795).

## Allier
7 députés et 4 suppléants

### Députés
1. Vernin (Pierre-Joseph), président du tribunal criminel. Démissionnaire le 22 septembre 1792. Est remplacé par Vidalin, 1er suppléant.
2. Chevalier (Gilbert), juge au tribunal de Montluçon.
3. Martel (Pourçain), notaire et juge de paix à Saint-Pourçain.
4. Petitjean (Claude Lazare), notaire, membre du directoire du département. Décédé le 18 ventôse an II (8 mars 1794) ; remplacé par Deléage.
5. Forestier (Pierre-Jacques), procureur syndic du district de Cusset. Est décrété d'accusation le 5 prairial an III (24 mai 1795) ; est ensuite amnistié.
6. Beauchamp (Joseph), juge au tribunal du district du Donjon.
7. Giraud (Pierre-François-Félix-Joseph), administrateur du district de Montmarault.

### Suppléants
1. Étienne Vidalin, imprimeur à Moulins, administrateur du district, président du tribunal de commerce. Remplace Vernin démissionnaire. Meurt en février 1793 ; est remplacé par Chabot.
2. Deléage (Jean-Joseph), administrateur du département. Remplace Petitjean, le 24 floréal an II (13 mai 1794).
3. Georges-Antoine Chabot, procureur syndic du district de Montluçon. Remplace le 30 juin 1793, Vidalin décédé.
4. Dubarry (Sébastien). N'a pas siégé.

## Basses-Alpes
6 députés et 2 suppléants

### Députés
1. Verdollin (Jacques), avocat, ancien Constituant, procureur général syndic du département. Meurt au commencement de 1793 ; est remplacé par Bouret.
2. Réguis (Claude-Louis), procureur syndic de Sisteron.
3. Dherbez-Latour (Pierre-Jacques), ancien député à la Législative.
4. Maïsse (Marius-Félix), procureur syndic de Forcalquier. Est exclu après le 31 mai 1793 ; est rappelé le 18 frimaire an III (8 décembre 1794).
5. Peyre (Louis François), administrateur du département. Est exclu après le 31 mai 1793 ; est rappelé le 18 frimaire an III (8 décembre 1794).
6. Savornin (Marc-Antoine), avoué.

### Suppléants
1. Bouret (Henri Gaspard Charles), remplace le 3 juin 1793 Verdollin décédé.
2. Poilroux (Jean-Antoine), médecin. N'a pas siégé.

## Hautes-Alpes
5 députés et 2 suppléants

### Députés
1. Barety (Pierre), procureur syndic de Serres. Démissionnaire le 7 juillet 1793, est remplacé par Chauvet le 18 brumaire an III (8 novembre 1794).
2. Borel (Hiacynthe-Marcellin), procureur syndic de Briançon.
3. Izoard (Jean-François-Auguste), procureur syndic d'Embrun, ancien député suppléant à la Législative.
4. Serres (Jean Joseph), capitaine au 2e bataillon de volontaires des Hautes-Alpes. Est exclu après le 31 mai 1793; est rappelé le 11 brumaire an II (1er novembre 1793).
5. Cazeneuve (Ignace), évêque constitutionnel du département. Est exclu après le 31 mai 1793 ; est rappelé le 18 frimaire an III (8 décembre 1794).

### Suppléants
1. Chauvet (Antoine), notaire à Montjay. Remplace Barety, le 18 brumaire an III (8 novembre 1794).
2. Motte, notaire à Saint-Bonnet. N'a pas siégé.

## Alpes-Maritimes
3 députés et 1 suppléant, le département des Alpes-Maritimes ayant été constitué par décret du 31 janvier 1793.

### Députés
1. Dabray (Joseph-Séraphin). Est exclu après le 31 mai 1793 ; est rappelé le 18 frimaire an III (8 décembre 1794).
2. Blanqui (Jean-Dominique). Est exclu après le 31 mai 1793 ; est rappelé le 18 frimaire an III (8 décembre 1794).
3. Massa (Ruffin Castus). Est exclu après le 31 mai 1793 ; est rappelé le 18 frimaire an III (8 décembre 1794).

### Suppléant
1. Clérissy (Bernardin), chirurgien-major au 1er bataillon de volontaires des Alpes-Maritimes, à l'armée des Pyrénées-Orientales. N'a pas siégé.

## Ardèche
7 députés et 3 suppléants

### Députés
1. Boissy d'Anglas (François-Antoine), procureur général syndic du département, ancien Constituant.
2. Saint-Prix (Hector Soubeyran de), administrateur du département, ancien député à la Législative. Est exclu après le 31 mai 1793 ; est rappelé le 18 frimaire an III (8 décembre 1794).
3. Gamon (François-Joseph), homme de loi, ancien député à la Législative ; mis hors la loi le 28 juillet 1793, fut remplacé par Thoulouze et rappelé en 1795.
4. Saint-Martin (François-Jérôme Riffard), homme de loi, président du tribunal criminel du département.
5. Privat de Garilhe (François-Clément), juge au tribunal de Largentière. Est exclu après le 31 mai 1793 ; est rappelé le 18 frimaire an III (8 décembre 1794).
6. Gleizal (Claude), administrateur du département.
7. Coren-Fustier (Simon-Joseph), juge de paix des Vans, démissionnaire le 12 août 1793, retire sa démission.

### Suppléants
1. Thoulouze (Jean-Joseph), administrateur du district de La Tanargue, remplace Gamon et continue à siéger après le rappel de ce dernier.
2. Chomel (L.T.), commissaire du roi au tribunal du district de Mezenc. N'a pas siégé.
3. Mamarot, juge de paix de Villeneuve-de-Berg. N'a pas siégé.

## Ardennes
8 députés et 4 suppléants

### Députés
1. Dubois-Crancé (Edmond-Louis-Alexis), adjudant général de l'armée du Midi, ancien Constituant.
2. Ferry (Claude-Joseph), professeur de mathématiques à l'école du génie de Mézières.
3. Mennesson (Jean-Baptiste-Augustin), administrateur du directoire du district de Rethel, démissionnaire le 5 juin 1793, remplacé par Jean-Baptiste Piette.
4. Raux (Basile Joseph), maître de forges, ancien Constituant. N'a pas siégé et a été remplacé par Jacques Blondel, 1er suppléant.
5. Vermon (Alexis-Joseph), tanneur à Mézières.
6. Robert (Michel), avocat à Voncq
7. Baudin (Pierre-Charles-Louis), maire de Sedan, ancien député à la Législative.
8. Thierriet (Claude), chirurgien, est nommé 8e député en remplacement de François Chardron qui, étant élu, se désiste immédiatement.

### Suppléants
1. Blondel (Jacques). Remplace Raux qui n'a pas siégé.
2. Piette (Jean-Baptiste), juge de paix de Rumigny, remplace Mennesson démissionnaire.
3. Macquart (Montain-Louis), juge de paix de Saint-Jean-aux-Bois. N'a pas siégé.
4. Haguette (Antoine), ancien président de l'ancienne administration du département. N'a pas siégé.

## Ariège
6 députés et 2 suppléants

### Députés
1. Vadier (Marc Guillaume Alexis), ancien Constituant, juge au tribunal de Mirepoix. Condamné à la déportation le 12 germinal an III (1er avril 1795) est remplacé par Bordes le 15 floréal an III (4 mai 1795).
2. Clauzel (Jean-Baptiste), maire de Lavenalet, ancien député à la Législative.
3. Campmartin (Pierre), apothicaire, maire de Saint-Girons.
4. Espert (Jean), procureur syndic de Mirepoix, ancien suppléant à la Législative.
5. Lakanal (Joseph), vicaire de l'évêque de Pamiers.
6. Gaston (Raymond), juge de paix de Foix, ancien député à la Législative.

### Suppléants
1. Bordes (Paul-Joseph), juge de paix de Rimont. Remplace Vadier, le 15 floréal an III (4 mai 1795).
2. Baby (Jean-François), procureur syndic de Tarascon. N'a pas siégé.

## Aube
9 députés et 3 suppléants

### Députés
1. Courtois (Edme-Bonaventure), receveur du district d'Arcis-sur-Aube, ancien député à la Législative.
2. Robin (Louis Antoine Joseph), marchand à Nogent-sur-Seine, administrateur, ancien député à la Législative.
3. Perrin (Pierre Nicolas), maire de Troyes, ancien député à la Législative, condamné le 21 vendémiaire an II (12 octobre 1793) à 12 ans de fer ; est remplacé par David-Delisle le 22 frimaire an II (12 décembre 1793).
4. Duval (Claude), juge au tribunal de Bar-sur-Seine.
5. Bonnemain (Jean Thomas), juge au tribunal d'Évry.
6. Pierret (Joseph-Nicolas), administrateur du directoire de Bar-sur-Aube.
7. Douge (Jean-Claude), administrateur du département et propriétaire.
8. Garnier (Antoine Marie Charles), procureur de la commune de Troyes.
9. Rabaut de Saint-Étienne (Jean-Paul), pasteur protestant, ancien Constituant. Mis hors la loi le 28 juillet 1793 est guillotiné le 15 frimaire an II (5 décembre 1793) ; est remplacé par Ludot le 22 août 1793.

### Suppléants
1. Jeannet-Oudin (Louis-François), maire d'Arcis-sur-Aube. N'a pas siégé. Une confusion avec Nicolas-Georges Jeannet-Oudin lui fait attribuer par erreur une mission à Cayenne en 1793.
2. Ludot (Antoine-Nicolas), homme de loi à Arcis-sur-Aube. Remplace Rabaut de Saint-Étienne le 21 août 1793.
3. David-Delisle (Alexandre Edme), juge au tribunal de Nogent-sur-Seine. Remplace Perrin le 22 frimaire an II (12 décembre 1793).

## Aude
8 députés et 3 suppléants

### Députés
1. Azema (Michel), ancien député à la Législative, homme de loi, administrateur du département.
2. Bonnet (Pierre-François-Dominique), maire de Limoux, ancien Constituant.
3. Ramel-Nogaret (Dominique-Vincent), président du tribunal de Carcassonne, ancien Constituant, membre du Comité de salut public.
4. Tournier (Jean-Laurent-Germain), propriétaire à Saint-Papoul; exclu après le 31 mai 1793 ; rappelé le 8 décembre 1794.
5. Marragon (Jean-Baptiste), membre du conseil du département.
6. Morin (François-Antoine), homme de loi à Saint-Nazaire, ancien Constituant.
7. Périès (Jacques), procureur-syndic du district de Castelnaudary, exclu après le 31 mai 1793, il est rappelé le 8 décembre 1794.
8. Girard (Antoine-Marie-Anne), propriétaire à Narbonne. Est élu en remplacement de Cayrol qui ayant été nommé député, donne sa démission pendant la durée des opérations électorales.

### Suppléants
1. Bénazet-Roquelory, chef du bataillon de l'Aude N'a pas siégé.
2. Cuguillière, électeur, n'a pas siégé.
3. Sabarthès, homme de loi, administrateur du département. N'a pas siégé.

## Aveyron
9 députés et 3 suppléants

### Députés
1. Bô (Jean-Baptiste), ancien député à la Législative, médecin. Est décrété d'accusation le 22 thermidor an III (9 août 1795).
2. Saint-Martin-Valogne (Charles), maire de Milhau.
3. Lobinhes (Louis), maire de Villefranche.
4. Bernard de Saint-Affrique (Louis), ministre protestant.
5. Camboulas (Simon), négociant à Saint-Geniès.
6. Second (Jean-Louis), homme de loi à Rodez.
7. Lacombe (Joseph-Henri), juge de paix à Saint-Antonin.
8. Louchet (Louis), professeur à Rodez, administrateur du département.
9. Izarn de Valady (Jacques-Godefroy-Charles-Sébastien-Jean-Joseph), ex-officier aux gardes françaises ; mis hors la loi le 28 juillet 1793, fusillé (car officier) à Périgueux le 15 frimaire an II (5 décembre 1793). Est remplacé par Roux le 23 vendémiaire an II (14 octobre 1793).

### Suppléants
1. Roux (Jean-Pierre-Félix), juge au tribunal de Rodez. Remplace Izarn le 23 vendémiaire an II (14 octobre 1793).
2. Salesses (Antoine), administrateur du département. N'a pas siégé.
3. Carrié, éleveur. N'a pas siégé.

## Bouches-du-Rhône
12 députés et 7 suppléants

### Députés
1. Mourraille (Jean-Raymond), maire de Marseille. Refuse le mandat de député et est remplacé par Laurens, le 1er octobre 1792.
2. Duprat (Jean), maire d'Avignon, député à l'Assemblée législative sans siéger. Guillotiné à Paris le 9 brumaire an II (30 octobre 1793). Est remplacé par Leblanc de Serval le 22 nivôse an II (11 janvier 1794).
3. Rebecquy (François Trophime), commissaire pour l'organisation des districts. Démissionnaire le 9 avril 1793. Est remplacé par Minvielle.
4. Barbaroux (Charles-Jean-Marie), homme de loi. Est exécuté à Bordeaux le 7 messidor an II (25 juin 1794), est remplacé dès le 20 août 1793, par Bernard.
5. Granet (François Omer), administrateur du département, ancien député à la Législative.
6. Durand de Maillane (Pierre Toussaint), homme de loi, ancien Constituant.
7. Gasparin (Thomas Augustin de), capitaine d'infanterie, ancien député à la Législative, commissaire à l'armée du midi, meurt en mission dans le département de Vaucluse.
8. Bayle (Moyse), procureur général syndic du département.
9. Baille (Pierre Marie), membre du directoire du département. Décédé pendant le siège de Toulon en novembre 1793.
10. Rovère (Joseph Stanislas François Xavier Alexis), ancien officier au mousquetaire du roi. Est affecté au département de Vaucluse formé par le décret de la Convention du 25 juin 1793.
11. Lauze de Perret (Claude-Romain), ancien député à la Législative, guillotiné à Paris le 10 brumaire an II (31 octobre 1793).
12. Carra (Jean-Louis). Opte pour Saône-et-Loire. Est remplacé par Pellissier.

### Suppléants
1. Dubois-Crancé (Edmond-Louis-Alexis). Est élu 1er député des Ardennes et prend séance en cette qualité.
2. Pellissier (Denis-Marie), député suppléant à la Législative, médecin à Daint-Remi. Remplace Carra qui a opté pour Saône-et-Loire.
3. Laurens (Bernard), électeur de Marseille, remplace, le 1er octobre 1792, Mourraille qui a refusé le mandat de député.
4. Minvielle l'aîné (Agricol), électeur d'Avignon, remplace Rebecquy démissionnaire. Est condamné à mort le 9 brumaire an II (30 octobre 1793).
5. Bernard (Marc-Antoine). Remplace Barbaroux le 20 août 1793. Est guillotiné le 3 pluviôse an II (22 janvier 1794).
6. Le Blanc de Servane (Jean-Baptiste-Benoît). Remplace Duprat le 22 nivôse an II (11 janvier 1794).
7. Le Roi d'Embleville. Est nommé dans une élection complémentaire et n'a pas siégé.

## Calvados
13 députés et 5 suppléants

### Députés
1. Fauchet (Claude), évêque du département, ancien député à la Législative. Est condamné à mort le 9 brumaire an II (30 octobre 1793), et est remplacé par Lemoine le 9 pluviôse an II (28 janvier 1794).
2. Dubois-Dubais (Louis-Thibaut), ancien député à la Législative.
3. Lomont (Claude-Jean-Baptiste), ancien député à la Législative, administrateur du département. Est décrété d'arrestation le 30 vendémiaire an II (21 octobre 1793), puis remis en liberté.
4. Larivière (Pierre-Henry), ancien député à la Législative, homme de loi à Falaise. Est décrété d'arrestation le 2 juin 1793, se sauve, est remplacé par Cosnard le 11 août 1793, est rappelé le 18 ventôse an III (8 mars 1795) et, à partir de cette date, siège en même temps que son suppléant.
5. Bonnet (Pierre-Louis), maire de Caen, ancien député à la Législative.
6. Vardon (Louis-Alexandre-Jacques), administrateur du département, ancien député à la Législative
7. Doulcet de Pontécoulant (Louis-Gustave), président du département.
8. Taveau (Louis-Jacques), administrateur du département.
9. Jouenne-Longchamp (Thomas-François-Ambroise), officier municipal à Lisieux.
10. Dumont (Louis-Philippe), membre du directoire du département.
11. Cussy (Gabriel de), ancien Constituant, ancien directeur de la monnaie de Caen. Est mis hors la loi le 28 juillet 1793, est exécuté le 25 brumaire an II (15 novembre 1793) et est remplacé par Chatry-Lafosse.
12. Legot (Alexandre), chef de légion à Falaise.
13. Philippe-Delleville (Jean-François), président du tribunal de Bayeux. Est exclu après le 31 mai 1793 ; est rappelé le 18 frimaire an III (8 décembre 1794).

### Suppléants
1. Chatry-Lafosse aîné (Pierre-Jacques-Samuel). Remplace Cussy. Est arrêté après la journée du 12 germinal an III (1er avril 1795).
2. Cosnard (Pierre). Remplace Larivière le 11 août 1793.
3. Lemoine (Joachim-Thadée-Louis). Remplace Fauchet le 9 pluviôse an II (28 janvier 1794).
4. Lomont (François), juge de paix du canton d'Hottot. N'a pas siégé.
5. Blaschet (Charles-François), maire de Falaise. N'a pas siégé.

## Cantal
8 députés et 3 suppléants

### Députés
1. Thibault (Anne-Alexandre-Marie), ancien Constituant, évêque du département.
2. Milhaud (Jean-Baptiste), commandant de la garde nationale d'Arpajon.
3. Méjansac (Jacques), procureur général syndic du département.
4. Lacoste (Jean-Baptiste), juge de paix à Mauriac.
5. Carrier (Jean-Baptiste), homme de loi. Guillotiné le 26 frimaire an III (16 décembre 1794).
6. Mailhes (Joseph), juge au tribunal de Salers. Malade, donne sa démission le 9 décembre 1792 et est remplacé le 17 janvier 1793 par Pierre Mailhes.
7. Chabanon (Antoine-Dominique), maire de Murat.
8. Peuvergue (Guillaume), négociant à Allanche. Démissionne le 10 avril 1793 ; est remplacé par Antoine Bertrand.

### Suppléants
1. Mailhes (Jean-Pierre), négociant à Aurillac. Remplace Joseph Mailhes, démissionnaire. Démissionne à son tour en octobre 1793, remplacé par Mirande
2. Bertrand (Antoine-Pierre), ancien Constituant, secrétaire général du département. Remplace Peuvergue.
3. Mirande (Nicolas), avocat puis juge au tribunal de Mauriac. Remplace Pierre Mailhes le 7 octobre 1793.

## Charente
9 députés et 4 suppléants

### Députés
1. Dubois de Bellegarde (Antoine), ancien député à la Législative, commandant la garde nationale d'Angoulême.
2. Guimberteau (Jean), juge au tribunal d'Angoulême, ancien député à la Législative.
3. Chazaud (Jean-François-Simon), administrateur du district de Confolens, ancien député à la Législative.
4. Chedaneau (Augustin), administrateur de l'hôpital de Ruffec, ancien député à la Législative.
5. Ribereau (Jean), procureur-syndic de Barbezieux. Est exclu après le 31 mai 1793 ; est rappelé le 18 frimaire an III (8 décembre 1794).
6. Devars (Jean), juge du district de Larochefoucauld.
7. Carra (Jean-Louis). Opte pour la Saône-et-Loire. Est remplacé par Maulde.
8. Brun (Jean), procureur syndic du district d'Angoulême.
9. Crevelier (Jacques).

### Suppléants
1. Maulde (Pierre-Jacques), suppléant à la Législative. Remplace Carra qui a opté pour Saône-et-Loire.
2. Fasse. N'a pas siégé.
3. Lecocq. Officier municipal à Cognac. N'a pas siégé.
4. Gaboriaud de Sublins. Est nommé suppléant dans une élection complémentaire. N'a pas siégé.

## Charente-Inférieure
11 députés et 4 suppléants

### Députés
1. André-Antoine Bernard, dit "Bernard de saintes", avocat, ancien député à la Législative, président du tribunal de Saintes. Décrété d'accusation le 10 prairial an III (29 mai 1795).
2. Bréard l'aîné (Jean-Jacques), président du département, ancien député à la Législative.
3. Joseph Eschassériaux l'aîné, ancien député à la Législative, administrateur du département.
4. Joseph Niou, maire de Rochefort, ancien député à la Législative.
5. Ruamps (Pierre-Charles), ancien député à la Législative, membre du directoire du département. Décrété d'accusation le 2 prairial an III (21 mai 1795), est amnistié le 4 brumaire an IV (26 octobre 1795).
6. Jacques Garnier, procureur général syndic du département.
7. Dechézeaux (Pierre-Charles-Daniel-Gustave), ancien suppléant à la Législative, électeur de l'ile de Ré. Donne sa démission le 11 août 1793 et est condamné à mort le 28 nivôse an II (17 janvier 1794). Réhabilité dans la séance du 14 floréal an III (3 mai 1795). Est remplacé par Eschasseriaux jeune, le 30 août 1793.
8. Lozeau (Paul-Augustin), ancien suppléant à la Législative, procureur syndic du district de Marennes.
9. Giraud (Marc-Antoine-Alexis), juge de paix de la Rochelle.
10. Vinet (Pierre-Étienne), électeur de Saint-Ciers, administrateur du département.
11. Dautriche (Jacques-Sébastien), président du tribunal de Saint-Jean-d'Angely.

### Suppléants
1. Eschassériaux jeune (René), ancien suppléant à la Législative, médecin, procureur général syndic du département. Remplace le 30 août 1793 Dechézeaux démissionnaire.
2. Desgraves (Georges), ancien suppléant à la Législative, négociant à Saint-Pierre d'Oloron. Est appelé à siéger en vertu de l'article 1er de la loi du 7 ventôse an III (25 février 1795) et du tirage au sort destiné à compléter les membres de la Convention, opéré le 5 floréal an III (24 avril 1795).
3. Crassous de Médeuil (Jean-Augustin), électeur à la Rochelle. Siège comme député de la Martinique.
4. Guérin (Henri-Paul), juge de paix à Aulnay. N'a pas siégé.

## Cher
6 députés et 2 suppléants

### Députés
1. Torné (Pierre-Anastase), ancien député à la Législative, évêque du département. Donne sa démission le 9 septembre 1792, après la clôture des opérations électorales ; est remplacé par Pelletier qui siège dès le début de la Convention.
2. Allasœur (Pierre), juge au tribunal de Sancoins.
3. Foucher (Jacques), ancien député à la Législative, administrateur du département.
4. Baucheton (François), avocat, ancien Constituant.
5. Fauvre-Labrunerie (Charles-Benoît), administrateur du département.
6. Dugenne (Élie-François), chirurgien.

### Suppléants
1. Pelletier (Jacques), procureur de la commune de Bourges. Remplace Torné, démissionnaire avant la réunion de la Convention.
2. Bonnaire (Félix), professeur d'éloquence à Bourges. N'a pas siégé.

## Corrèze
7 députés et 3 suppléants

### Députés
1. Jacques Brival, ancien député à la Législative, procureur général syndic du département.
2. Jean Borie, ancien député à la Législative, administrateur du directoire du département.
3. François-Jacques Germignac, ancien député à la Législative, médecin. Décédé le 18 décembre 1792 ; est remplacé par Lafon le 9 janvier 1793.
4. Aubin Bigorie du Chambon, membre du directoire du département. Exclu après le 31 mai 1793, est tué à Lubersac le 30 brumaire an II (20 novembre 1793). Est remplacé par Rivière dès le 8 août 1793.
5. Bernard-François Lidon, négociant, président du département. Est décrété d'arrestation le 2 juin et d'accusation le 12 vendémiaire an II (3 octobre 1793) ; se tue à Bergerac le 18 brumaire an II (8 novembre 1793). Est remplacé par Plazanet dès le 8 août 1793.
6. Antoine-Joseph Lanot, accusateur public à Tulle. Décrété d'accusation le 12 thermidor an III (30 juillet 1795), est ensuite amnistié.
7. Jean-Augustin Pénières, ancien suppléant à la Législative, maire de Saint-Julien d'Albois, administrateur du département.

### Suppléants
1. Lafon (Pierre-Raymond), administrateur du département. Remplace Germignac le 9 janvier 1793.
2. Rivière (Pierre), commandant du bataillon de Chamboulives. Remplace Chambon le 8 août 1793.
3. Plazanet (Antoine), juge de paix de Sornac. Remplace Lidon, le 8 août 1793.

## Corse
6 députés et 2 suppléants

### Députés
1. Saliceti (Christophe), ancien Constituant, procureur général syndic du département. Décrété d'accusation le 8 prairial an III (27 mai 1795) ; est ensuite amnistié.
2. Chiappe (Ange), membre du directoire du département, ancien député suppléant à la Constituante.
3. Casabianca (Luce), officier de marine.
4. Antoine-François Andrei, commissaire civil en Corse. Est décrété d'arrestation le 12 vendémiaire an II (3 octobre 1793) ; est remplacé le 1er ventôse an II (19 février 1794), par Arrighi ; est ensuite rappelé le 18 frimaire an III (8 décembre 1794), dans le sein de la Convention où il siège en même temps que son suppléant.
5. Bozi (Jean-Baptiste), juge criminel du district d'Oletta.
6. Moltedo (Jean-André), membre de l'administration du département, grand vicaire de l'évêque.

### Suppléants
1. Arrighi (Jean-Marie), remplace Andrei, le 1er ventôse an II (19 février 1794) et continue à siéger malgré le rappel d'Andrei.
2. Franceschetti (Ambroise). N'a pas siégé.

## Côte-d'Or
10 députés et 4 suppléants

### Députés
1. Claude Basire, ancien député à la Législative, membre du directoire du district de Dijon. Est guillotiné le 16 germinal an II (5 avril 1794). Est remplacé par Édouard Le Flaive, le 11 floréal an II (30 avril 1794).
2. Louis-Bernard Guyton-Morveau, ancien député à la Législative, procureur général syndic du département.
3. Claude-Antoine Prieur-Duvernois, officier du génie, ancien député à la Législative.
4. Charles-François Oudot, commissaire national au tribunal de Beaune, ancien député à la Législative.
5. Florent Guiot, juge au tribunal de Sémur, ancien Constituant.
6. Lambert (Charles), juge de paix du canton d'Autricourt, ancien député à la Législative.
7. Marey jeune (Nicolas-Joseph), négociant à Nuits, ancien suppléant à la Législative.
8. Narcisse Trullard, officier de génie.
9. Rameau de la Cérée (Just), membre du directoire du département.
10. Théophile Berlier, avocat, membre du directoire du département.

### Suppléants
1. Édouard Le Flaive (Jean-Baptiste), ancien suppléant à la Législative, marchand à Puligny. Remplace Basire, le 11 floréal an II (30 avril 1794).
2. Sirugue (Marc-Antoine), administrateur du département. Est appelé à siéger en vertu de l'article 1er de la loi du 7 ventôse an III (25 février 1795) et du tirage au sort destiné à compléter les membres de la Convention, opéré le 5 floréal an III (24 avril 1795).
3. Gaudemet, maire d'Auxonne. N'a pas siégé.
4. Ligeret (François), juge à Sémur. N'a pas siégé.

## Côtes-du-Nord
8 députés et 3 suppléants

### Députés
1. Couppé (Gabriel-Hyacinthe), président du tribunal de Lannion, ancien Constituant. Déclaré démissionnaire le 3 juillet 1793, est remplacé par Jean Jules Coupard le 9 août suivant : reprend sa place à la Convention le 18 frimaire an III (8 décembre 1794) où il siège en même temps que son suppléant.
2. Palasne de Champeaux (Julien-François), président du tribunal de Saint-Brieuc, ancien Constituant.
3. Gaultier (René-Claude), commissaire national à Pontrieux, suppléant à la Législative.
4. Guyomar (Pierre), négociant, maire de Guingamp.
5. Fleury (Honoré-Marie), homme de loi, commandant de la garde-nationale de Quintin. Exclu après le 31 mai 1793; est rappelé le 18 frimaire an III (8 décembre 1794).
6. Girault (Claude-Joseph), commissaire de la marine à Dinan. Exclu après le 31 mai 1793, fut réintégré le 18 frimaire an III (8 décembre 1794).
7. Loncle (René-Charles), juge au tribunal de Loudéac.
8. Goudelin (Guillaume-Julien-Pierre), administrateur du district de Broons.

### Suppléants
1. Coupard (Jean-Jules), avocat à Dinan, ancien Constituant. Remplace Couppé le 9 août 1793.
2. Toudic (Pierre), avocat à Guingamp. Est appelé à siéger en vertu de l'article 1er de la loi du 7 ventôse an III (25 février 1795) et du tirage au sort destiné à compléter les membres de la Convention, opéré le 5 floréal an III (24 avril 1795).
3. Le Dissez fils (Pierre-Claude-François). N'a pas siégé.

## Creuse
7 députés et 3 suppléants

### Députés
1. Huguet (Marc-Antoine), évêque du département, ancien député à la Législative. Est décrété d'accusation le 2 prairial an III (21 mai 1795), et ensuite amnistié.
2. Debourges (Jean), juge au tribunal du district, président du département.
3. Coutisson-Dumas (Jean-Baptiste), cultivateur, administrateur du département.
4. Guyès (Jean-François), homme de loi à Aubusson, ancien député à la Législative. Décédé le 3 frimaire an II (23 novembre 1793), est remplacé par Faure le 12 nivôse an II (1er janvier 1794).
5. Jorrand (Louis), notaire, administrateur du département.
6. Barailon (Jean François), médecin, ancien juge de paix.
7. Texier-Mortegoute (Léonard-Michel), juge de paix à Dun.

### Suppléants
1. Faure (Amable), administrateur du département. Remplace Guyès, le 12 nivôse an II (1er janvier 1794).
2. Bergier (Jean-Baptiste), procureur de la commune de Guéret. N'a pas siégé.
3. Lecler (Marien). N'a pas siégé.

## Dordogne
10 députés et 3 suppléants

### Députés
1. François Lamarque, ancien député à la Législative, juge au tribunal de Périgueux. Est livré aux Autrichiens, le 2 avril 1793, par Dumouriez.
2. Pinet l'aîné (Jacques)[4], ancien député à la Législative, membre du directoire de Bergerac. Est décrété d'arrestation et d'accusation après la journée du 1er prairial an III (20 mai 1795) ; est ensuite amnistié.
3. Lacoste (Élie), ancien député à la Législative, médecin. Est décrété d'arrestation et d'accusation après la journée du 1er prairial an III (20 mai 1795) ; est ensuite amnistié.
4. Roux-Fazillac (Pierre), ancien député à la Législative, ex-officier, administrateur du département.
5. Taillefer (Jean-Guillaume), ancien député à la Législative, médecin, administrateur du district de Sarlat.
6. Peyssard (Jean-Charles), maire de Périgueux. Est décrété d'accusation après la journée du 1er prairial an III (20 mai 1795), et condamné à la déportation le 30 prairial an III (18 juin 1795).
7. Borie-Cambort (Étienne), juge à Sarlat. Est décrété d'arrestation après la journée du 1er prairial an III (20 mai 1795), et amnistié ensuite.
8. Allafort (Jean), vice-président de l'administration du district de Nontron.
9. Meynard (François), accusateur public du tribunal criminel du département.
10. Bouquier l'aîné (Gabriel), juge de paix à Terrasson.

### Suppléants
1. Fabre, agent national du district de Belvès. N'a pas siégé.
2. Pinet Saint-Nexaint, adjudant général de l'armée des Pyrénées-Orientales. N'a pas siégé.
3. Cavailhon (Léonard), juge au tribunal d'Exideuil. N'a pas siégé.

## Doubs
6 députés et 2 suppléants

### Députés
1. Jean-Baptiste Quirot, homme de loi, accusateur public à Besançon.
2. Jean-Baptiste Michaud, homme de loi à Pontarlier, administrateur du directoire du département, ancien député à la Législative.
3. Philippe Charles François Seguin, évêque et vice-président du directoire du département.
4. Jacques François Charles Monnot, homme de loi à Besançon, président du département, ancien député à la Législative.
5. Charles-Baptiste-François Vernerey, homme de loi à Baume-les-Dames, administrateur du directoire du département, ancien député à la Législative.
6. Alexandre Besson, ancien notaire, administrateur du directoire du département, ancien député à la Législative.

### Suppléants
1. Charles-Henri Janson, officier municipal à Besançon. N'a pas siégé.
2. Blondeau (Pierre-Marie), verrier. N'a pas siégé.

## Drôme
9 députés et 3 suppléants

### Députés
1. Marc Antoine Jullien, homme de loi, ancien suppléant à la Législative, président de l'Assemblée électorale.
2. Sautaÿra (Pierre-Barthélemy), administrateur du directoire du district de Montélimar, ancien député à la Législative. Meurt à Montélimar le 6 vendémiaire an II (27 septembre 1793). Est remplacé par Quiot le 17 frimaire an II (7 décembre 1793).
3. Olivier de Gérente (Joseph-Fiacre), ancien député des Bouches-du-Rhône à la Législative. Est exclu après le 31 mai 1793, est réintégré le 18 frimaire an III (8 décembre 1794), comme député du département du Vaucluse, créé le 25 juin 1793.
4. Rigaud (Michel-Louis). Refuse le mandat de député, après la clôture des opérations électorales. Est remplacé par Martinel.
5. Marbos (François), évêque du département. Est exclu après le 31 mai 1793 ; est réintégré le 18 frimaire an III (8 décembre 1794).
6. Boisset (Joseph-Antoine), administrateur du district de Montélimar.
7. Colaud de la Salcette (Jacques-Bernardin), ex-chanoine de Die, ancien Constituant.
8. Jacomin (Jean-Jacques-Hippolyte), administrateur du département.
9. Fayolle (Jean Raymond), accusateur public du département. Est exclu après le 31 mai 1793, est réintégré le 18 frimaire an III (8 décembre 1794).

### Suppléants
1. Martinel de Visan (Joseph-Marie-Philippe), homme de loi, administrateur du département. Remplace, le 10 octobre 1792, Rigaud qui a refusé le mandat de député.
2. Jourdan (Louis-Antoine), ancien député suppléant à la Législative. N'a pas siégé.
3. Quiot (Jérôme-François). Remplace le 17 frimaire an II (7 décembre 1793), Sautaÿra décédé.

## Eure
11 députés et 4 suppléants

### Députés
1. Buzot (François-Nicolas-Léonard), président du tribunal criminel d'Evreux, ancien Constituant, mis hors la loi, meurt à Saint-Émilion le 30 prairial an II (18 juin 1794), est remplacé par Francastel, dès le 17 juin 1793.
2. Lindet (Robert-Thomas), évêque du département, ancien Constituant.
3. Lindet (Jean-Baptiste-Robert), homme de loi, ancien député à la Législative. Est décrété d'accusation le 9 prairial an III (28 mai 1795) et est ensuite amnistié.
4. Duroy (Jean-Michel), juge au tribunal de Bernay, ancien suppléant à la Législative, décrété d'arrestation le 1er prairial an III (20 mai 1795) est cndamné à mort et exécuté le 28 prairial an III (16 juin 1795).
5. Richou (Louis-Joseph), administrateur du district de Andelys, maire de Gisors. Est exclu après le 31 mai 1793 ; est rappelé le 18 frimaire an III (8 décembre 1794).
6. Maréchal (Denis Le), négociant, maire de Rugles, ancien Constituant. Démissionnaire le 27 septembre 1793 ; est remplacé par Bidault, le 23 nivôse an II (12 janvier 1794).
7. Topsent (Jean-Baptiste-Nicolas), capitaine de navire.
8. Bouillerot-Demarsenne (Alexis-Joseph), receveur du district de Bernay.
9. Vallée (Jacques-Nicolas), président de l'administration du district d'Evreux, est mis en arrestation le 30 juillet 1793 et amnistié le 25 ventôse an III (15 mars 1795).
10. Savary (Louis-Jacques), commissaire national près le tribunal criminel du département, juge suppléant au tribunal de cassation. Est mis hors la loi le 28 juillet 1793 et est réintégré dans ses fonctions en l'an III.
11. Dubusc (Charles-François), fabricant de draps à Louviers, administrateur du département, est exclu après le 31 mai 1793 et est rappelé le 18 frimaire an III (8 décembre 1794).

### Suppléants
1. Marie Pierre Adrien Francastel, secrétaire du duc de La Rochefoucauld-Liancourt, administrateur du district d’Évreux. Remplace François Buzot le 27 juin 1793.
2. Durand (François-Gervais), vice-président du directoire de Pont-Audemer. N'a pas siégé par suite d'une grave maladie.
3. Bidault (Laurent-Mathieu-Gervais), négociant à La Haye-de-Calleville. Remplace le 23 nivôse an II (12 janvier 1794), Maréchal démissionnaire.
4. Mordant (Armand-François-Louis), juge de paix à Vernon. N'a pas siégé.

## Eure-et-Loir
9 députés et 4 suppléants

### Députés
1. Delacroix (Jean-François), ancien député à la Législative, membre du tribunal de cassation. Est condamné à mort le 16 germinal an II (5 avril 1794) ; est remplacé par Deronzières le 22 fructidor an II (8 septembre 1794).
2. Brissot de Warville (Jacques-Pierre), publiciste, rédacteur du Patriote Français, ancien député à la Législative. Guillotiné le 10 brumaire an II (31 octobre 1793); est remplacé par Maras le 23 nivôse an II (12 janvier 1794).
3. Pétion de Villeneuve (Jérôme), ancien Constituant, maire de Paris. Est déclaré démissionnaire le 15 juillet 1793 et meurt à Saint-Émilion le 18 juin 1794 ; est remplacé dès le 14 juillet 1793 par Lonqüeue.
4. Giroust (Jacques-Charles), juge au tribunal de Nogent-le-Rotrou, ancien député à la Législative. Est exclu après le 31 mai 1793 ; est rappelé le 18 frimaire an III (8 décembre 1794).
5. Lesage (Denis-Toussaint), président du tribunal de Chartres. Est exclu après le 31 mai 1793 ; est rappelé le 18 frimaire an III (8 décembre 1794).
6. Loiseau (Jean-François), juge de paix de Châteauneuf.
7. Bourgeois (Nicolas), médecin à Châteaudun.
8. Châles (Pierre Jacques Michel), prêtre, maire de Nogent-le-Rotrou. Est décrété d'accusation le 2 prairial an III (21 mai 1795) ; est ensuite amnistié.
9. Frémanger (Jacques), procureur syndic du district de Dreux.

### Suppléants
1. Deronzières (Louis-Amand), juge au tribunal de Janville. Remplace Delacroix le 22 fructidor an II (8 septembre 1794).
2. Claude Julien Maras, procureur de la commune de Chartres. Remplace Brissot de Warville le 23 nivôse an II (12 janvier 1794).
3. Boisguyon. Ne siège pas. Est peut-être confondu avec Gabriel Boisguyon, né à Chateaudun, membre de la Société des Jacobins, adjudant général à l'armée des côtes de Brest, condamné à mort le 1er frimaire an II (21 novembre 1793).
4. Lonqüeue (Louis), professeur. Remplace Pétion de Villeneuve le 14 juillet 1793.

## Finistère
8 députés et 3 suppléants

### Députés
1. Bohan (Alain), juge au tribunal de Châteaulin, ancien député à la Législative. Est exclu après le 31 mai 1793 ; est rappelé le 18 frimaire an III (8 décembre 1794).
2. Blad (Claude-Antonin-Augustin), procureur de la commune de Brest. Est exclu après le 31 mai 1793 ; est rappelé le 18 frimaire an III (8 décembre 1794).
3. Guezno (Mathieu), négociant, membre du directoire du département.
4. Marec (Pierre), ancien suppléant à la Législative, secrétaire général du département.
5. Queinnec (Jacques), cultivateur à Plounéour-Ménez. Est exclu après le 31 mai 1793 ; est rappelé le 18 frimaire an III (8 décembre 1794).
6. Kervélégan (Augustin Bernard François Le Goazre de), président du tribunal de Quimper, ancien Constituant. Mis hors la loi le 28 juillet 1793 ; est remplacé le 7 août de la même année par Boissier ; est rappelé le 18 frimaire an III (8 décembre 1794) et siège à la Convention en même temps que son suppléant.
7. Guermeur (Jacques-Tanguy-Marie), commissaire national au tribunal de Quimperlé.
8. Gomaire (Jean-René), administrateur du département. Mis en arrestation le 2 juin 1793, rentre à la Convention le 18 frimaire an III (8 décembre 1794).

### Suppléants
1. Boissier (Pierre-Bruno). Remplace Kervélégan le 17 août 1793 et continue à siéger à la Convention après le rappel de Kervélégan.
2. Le Prédour (Louis-Joseph-Marie), administrateur du département. N'a pas siégé. Il est l'un des 26 administrateurs du Finistère guillotinés le 3 prairial an II (22 mai 1794).
3. Poullain (Augustin-Pierre-Claude), ex-commissaire du Roi. N'a pas siégé.

## Gard
8 députés et 3 suppléants

### Députés
1. Leyris (Augustin-Jacques), vice-président du district d'Alais. Ancien député à la Législative.
2. Tavernel (Pierre-Toussaint), ancien député à la Législative, juge au tribunal de Beaucaire. Démissionnaire le 17 décembre 1792 ; est remplacé le 10 janvier 1793 par Bertezène.
3. Voulland (Jean-Henri), avocat, ancien Constituant. Décrété d'arrestation le 9 prairial an III (28 mai 1795) ; est ensuite amnistié.
4. Jac (Jacques), ancien Constituant.
5. Aubry (François), lieutenant-colonel du 38e régiment d'infanterie. Est exclu après le 31 mai 1793 ; est rappelé le 18 frimaire an III (8 décembre 1794).
6. Balla (Joseph-François). Donne sa démission le 1er avril 1793 ; est remplacé le même jour par Chambon-Latour.
7. Rabaut-Pommier (Jacques-Antoine), pasteur à Montpellier. Est exclu après le 31 mai 1793 ; est rappelé le 18 frimaire an III (8 décembre 1794).
8. Chazal (Jean-Pierre), avocat.

### Suppléants
1. Berthezène (Jean-Étienne), électeur de Saint-Jean-du-Gard. Remplace le 10 janvier 1793 Tavernel, démissionnaire.
2. Chambon-Latour (Jean-Michel), maire d'Uzès, ancien Constituant. Remplace le 1er avril 1793 Balla, démissionnaire.
3. Bresson (Jean), administrateur du directoire du département. N'a pas siégé.

## Haute-Garonne
12 députés et 4 suppléants

### Députés
1. Mailhe (Jean-Baptiste), homme de loi, anien député à la Législative, procureur général syndic du département.
2. Delmas (Jean-François-Bertrand), ancien député à la Législative, ancien officier de Milan, Major général de la garde nationale de Toulouse.
3. Projean (Joseph Étienne), homme de loi, commandant de la garde nationale de Carbonne, district de Rieux. Ancien député à la Législative.
4. Pérès de Lagesse (Emmanuel), homme de loi, maire de Boulogne-sur-Gesse, ancien Constituant.
5. Julien (Jean), administrateur du directoire du département. Est mis en accusation le 26 ventôse an II (16 mars 1794) et remplacé par Alard le 16 thermidor an II (3 août 1794) ; rentre le 20 germinal an III (9 avril 1795).
6. Calès (Jean-Marie), médecin, procureur syndic du district de Revel.
7. Estadens (Antoine), administrateur du département. Est exclu après le 31 mai 1793 ; est rappelé le 18 frimaire an III (8 décembre 1794).
8. Aÿral (Louis-Bernard), administrateur du département.
9. De Sacy (Claude-Louis-Michel), commandant le 8e bataillon de la 1re légion du district de Muret. Meurt en vendémiaire an III ; est remplacé par Lespinasse le 10 germinal an III (30 mars 1795).
10. Rouzet (Jacques-Marie), professeur de droit, procureur syndic du district de Toulouse. Est exclu après le 31 mai 1793 ; est rappelé le 18 frimaire an III (8 décembre 1794).
11. Drulhe (Philippe), curé du Taur à Toulouse.
12. Mazade-Percin (Julien-Bernard-Dorothée), député suppléant à la Législative, homme de loi à Castel-sarrazin.

### Suppléants
1. Dario (Blaise), juge au tribunal de Saint-Gaudens. Est déclaré inadmissible par la Convention le 23 prairial an II (11 juin 1794).
2. Alard (Pierre), maire de Montesquieu-Volvestre, ancien député suppléant à la Législative. Remplace le 16 thermidor an II (3 août 1794) Julien, mis en accusation. Le 18 prairial an III (6 juin 1795) Alard est lui-même décrété d'accusation et cesse de figurer sur les listes des membres de la Convention.
3. Lespinasse (Jean-Joseph-Louis), administrateur du directoire du district de Toulouse. Remplace le 10 germinal an III (30 mars 1795) De Sacy, décédé.
4. Marrast (Pierre), administrateur du district de Muret. N'a pas siégé.

## Gers
9 députés et 3 suppléants

### Députés
1. La Plaigne (Antoine), ancien député à la Législative, président du tribunal d'Auch. Est exclu après le 31 mai 1793 ; est rappelé le 18 frimaire an III (8 décembre 1794).
2. Maribon-Montaut (Louis), ancien député à la Législative, ex-mousquetaire, lieutenant-colonel de la Garde nationale de Condom. Est décrété d'accusation le 2 prairial an III (21 mai 1795) ; est ensuite amnistié.
3. Descamps (Bernard), ancien député à la Législative, procureur syndict du district de Lectoure. Est exclu après le 31 mai 1793 ; est rappelé le 18 frimaire an III (8 décembre 1794).
4. Cappin (Joseph), homme de loi, ancien député à la Législative.
5. Joseph-Nicolas Barbeau du Barran, avocat, procureur général syndic du Gers. Est décrété d'accusation après les 1er et 2 prairial an III (20 et 21 mai 1795) ; est ensuite amnistié.
6. Laguire (Joseph), juge de paix à Nogaro, ancien député à la Législative.
7. Pierre Ichon, prêtre, supérieur de l'oratoire de Condom, ancien député à la Législative.
8. Bousquet (François), médecin, maire de Mirande.
9. Moysset (Jean), président du département. Est exclu après le 31 mai 1793 ; est rappelé le 18 frimaire an III (8 décembre 1794).

### Suppléants
1. Pérez du Gief (Joachim), maire d'Auch, ancien Constituant. Est appelé à siéger en vertu de l'article 1er de la loi du 7 ventôse an III (25 février 1795) et du tirage au sort destiné à compléter les membres de la Convention, opéré le 5 floréal an III (24 avril 1795).
2. Amade, juge au tribunal d'Auch, suspecté de fédéralisme est traduit à la barre de la Convention le 18 juillet 1793. N'a pas siégé.
3. Lacoste, administrateur du district de l'Isle Jourdain. N'a pas siégé.

## Gironde
12 députés et 6 suppléants

### Députés
1. Vergniaud (Pierre-Victurnien), avocat, asministrateur du département, ancien député à la Législative. Est guillotiné le 10 brumaire an II (31 octobre 1793).
2. Guadet (Marguerite-Elie), avocat, membre du tribunal de Cassation. Ancien député de la Législative. Est guillotiné à Bordeaux le 1er messidor an II (19 juin 1794).
3. Gensonné (Armand), membre du tribunal de Cassation. Ancien député de la Législative. Est guillotiné le 10 brumaire an II (31 octobre 1793).
4. Grangeneuve (Jean-Antoine), homme de loi, substitut du procureur de la commune de Bordeaux. Ancien député de la Législative. Exécuté à Bordeaux le 1er nivôse an II (21 décembre 1793).
5. Jay (Jean), administrateur du département à Sainte-Foy. Ancien député de la Législative.
6. Sieyes (Emmanuel-Joseph). Opte pour la Sarthe.
7. Condorcet (Marie-Jean-Antoine-Nicolas). Opte pour l'Aisne.
8. Ducos fils (Jean-François), négociant. Ancien député de la Législative. Est guillotiné le 10 brumaire an II (31 octobre 1793).
9. Garrau (Pierre-Anselme), avocat. Ancien député suppléant à la Législative.
10. Boyer-Fonfrède (Jean-Baptiste), négociant, officier municipal de Bordeaux. Est guillotiné le 10 brumaire an II (31 octobre 1793).
11. Deleyre (Alexandre), administrateur du district de Cadillac.
12. Duplantier (Jacques-Paul-Fronton), négociant, ancien député suppléant à la Législative, administrateur du département. Démissionnaire le 7 juin 1793. Est remplacé par Ezemar, dit Crémar, le 9 septembre 1793.

### Suppléants
1. Lacaze fils aîné (Jacques), négociant à Libourne, administrateur du département. Remplace Sieyès qui a opté pour la Sarthe. Est guillotiné le 10 brumaire an II (31 octobre 1793).
2. Emmerth, officier municipal à Bordeaux. N'a vraisemblablement pas siégé. Démissionnaire le 19 prairial an II (7 juin 1794).
3. Brethon, négociant à Langon. N'a pas siégé. Est condamné à mort le 11 frimaire an II (1er décembre 1793) par une commission militaire de Bordeaux.
4. Bergoeing aîné (François), maire de Saint-Macaire. Remplace Condorcet qui a opté pour l'Aisne : est déclaré traitre à la patrie le 28 juillet 1793 ; est rappelé le 18 frimaire an III (8 décembre 1794).
5. Ezemar (Jean) dit Jean Crémar, remplace le 9 septembre 1793 Duplantier démissionnaire.
6. Meyère (Richard), négociant à Bordeaux. Est mis hors la loi le 6 août 1793.

Les députés de la Gironde guillotinés n'ont pas été remplacés.

## Hérault
9 députés et 3 suppléants

### Députés
1. Cambon fils aîné (Pierre-Joseph), négociant, officier municipal à Montpellier, ancien député à la Législative. Est décrété d'accusation et condamné à la déportation après la journée du 1er prairial an III (20 mai 1795) ; est ensuite amnistié.
2. Bonnier (d'Alco) (Ange-Elisabeth-Louis-Antoine), président de l'administration du district de Montpellier, ancien député à la Législative.
3. Curée (Jean-François), administrateur du département, ancien député à la Législative.
4. Viennet (Jacques-Joseph), officier municipal à Béziers, ancien député à la Législative.
5. Jean-Pascal Rouyer, officier de marine, ancien député à la Législative. Est mis hors la loi le 28 juillet 1793 ; est rappelé le 22 germinal an III (11 avril 1795).
6. Jean-Jacques-Régis de Cambacérès, président du tribunal criminel du département.
7. Brunel (Ignace), maire de Béziers. Est exclu après le 31 mai 1793 ; est rappelé le 18 frimaire an III (8 décembre 1794) ; se brûle la cervelle à Toulon le 29 floréal an III (18 mai 1795).
8. Fabre (Claude-Dominique-Côme), président de l'administration du district de Montpellier ; est tué le 20 nivôse an II (9 janvier 1794) à l'armée des Pyrénées-Orientales ; est remplacé par Joubert le 10 pluviôse an II (29 janvier 1794).
9. Castilhon (Pierre), négociant à Cette.

### Suppléants
1. Coste, président du département. Décédé en nivôse an II. N'a pas siégé.
2. Balpt ou Balp, administrateur du département. Destitué comme administrateur, ne se présente pas pour siéger.
3. Joubert (Louis). Remplace, le 10 pluviôse an II (29 janvier 1794), Fabre décédé.

## Ille-et-Vilaine
10 députés et 5 suppléants

### Députés
10 députés et 5 suppléants
1. Lanjuinais (Jean-Denis), ancien professeur de droit, ancien Constituant. Est mis en accusation avec les Girondins et remplacé le 27 juillet 1793 par Tréhouart qui est admis le 4 août suivant. Rentre à la Convention le 18 ventôse an III (8 mars 1795).
2. Defermon (Jaques), président du tribunal criminnel de Rennes, ancien Constituant. Est condamné à mort, s'évade et rentre à la Convention le 18 ventôse an III (8 mars 1795).
3. Duval (Charles François Marie), assesseur de la maréchaussée de Rennes, homme de loi, juge au tribunal de Vitré, ancien député à la Législative.
4. Sevestre (Joseph), greffier du tribunal de Rennes.
5. Chaumont (Jean-François), administrateur du district de Saint-Malo.
6. Le Breton (Roch-Pierre-François), procureur syndic du district de Fougères, ancien député à la Législative. Est exclu après le 31 mai 1793 ; est rappelé le 18 frimaire an III (8 décembre 1794).
7. Du Bignon (François-Marie), électeur de Redon.
8. Tardiveau (François-Alexandre), ancien député à la Législative, homme de loi à Rennes. Démissionnaire le 15 septembre 1792, avant la réunion de la Convention, est remplacé par Maurel.
9. Obelin (Mathurin-Jean-François), juge du district de Saint-Malo, haut juré. Est exclu après le 31 mai 1793 ; est rappelé le 18 frimaire an III (8 décembre 1794).
10. Beaugeard (Pierre-Jean-Baptiste), procureur syndic du district de Vitré.

### Suppléants
1. Maurel (Jean-François), chirurgien à Bain. Remplace Tardiveau, démissionnaire.
2. Gilbert (Nicolas-Pierre), médecin militaire de Pol-Léon, officier municipal de Rennes. Est appelé à remplacer Lanjuinais le 27 juillet 1793, n'accepte pas et donne sa démission.
3. Courné, professeur, libraire à Rennes. Est appelé le 27 juillet 1793 en lieu et place de Gilbert, non acceptant ; il est dénoncé, traduit devant le tribunal révolutionnaire et ne siège pas.
4. Tréhouart (Bernard-Thomas), maire de Saint-Malo, colonel de la garde nationale, administrateur du département. Remplace Lanjuinais le 4 août 1793.
5. Talhouet, maire de Rennes. N'a pas siégé.

## Indre
6 députés et 2 suppléants

### Députés
1. Porcher-Lissonnay (Gilles), commissaire national au tribunal de La Châtre, ancien député suppléant à la Législative.
2. Thabaud (Guillaume), administrateur du département.
3. Pépin (Sylvain), accusateur public au tribunal de Châteauroux.
4. Boudin (Jacques-Antoine), président de l'administration du district de Châteauroux.
5. Lejeune (Sylvain-Phalier), administrateur du directoire du district d'Issoudun. Est décrété d'arrestation le 13 prairial an III (1er juin 1795) ; et ensuite amnistié.
6. Derazey (Jean-Joseph-Eustache), administrateur du département. Est exclu après le 31 mai 1793 ; est rappelé le 18 frimaire an III (8 décembre 1794).

### Suppléants
1. Néraud (Pierre), juge du district. N'a pas siégé.
2. Vezien (François), administrateur du département. N'a pas siégé.

## Indre-et-Loire
8 députés et 3 suppléants

### Députés
1. Nioche (Pierre-Claude), juge au tribunal de Loches, ancien Constituant.
2. Jacques Louis Dupont, dit "Jacob", ecclésiastique, maire de Pérusson, ancien député à la Législative, démissionnaire le 30 floréal an II (19 mai 1794). Est remplacé par Champigny-Aubin, le 5 vendémiaire an III (26 septembre 1794).
3. Pottier (Charles-Albert), juge au tribunal de Loches.
4. Gardien (Jean-François-Martin), procureur syndic à Château-Renault. Condamné à mort le 9 brumaire an II (30 octobre 1793) et guillotiné le lendemain ; est remplacé par Potier (Louis) le 10 frimaire an II (30 novembre 1793).
5. Albert Ruelle, ancien député suppléant à la Législative, président du tribunal de Langeais.
6. Champigny-Clément (René-Jean), négociant à Chinon.
7. Ysabeau (Claude-Alexandre), ex-oratorien, curé de Saint-Martin de Tours.
8. Bodin (Pierre-Joseph-François), chirurgien à Limeray.

### Suppléants
1. Potier de la Berthelière (Louis), conseiller puis procureur du roi au tribunal de Loches. Est appelé le 10 frimaire an II (30 novembre 1793) à remplacer Gardien. Siège peut-être quelques jours. Meurt à Paris le 24 frimaire an II (14 décembre 1793) et est remplacé par Veau le 9 nivôse an II (29 décembre 1793).
2. Veau de Launay (Pierre-Louis-Athanase), homme de loi. Remplace le 9 nivôse an II (29 décembre 1793), Potier (Louis), décédé.
3. Champigny-Aubin (Louis), négociant, président du district de Langeais, ancien député à la Législative. Remplace le 5 vendémiaire an III (26 septembre 1794), Dupont démissionnaire.

## Isère
9 députés et 3 suppléants

### Députés
1. Baudran (Mathieu), juge au tribunal de Vienne.
2. Génevois (Louis-Benoît), président du tribunal de Grenoble.
3. Dubois-Crancé (Edmond-Louis-Alexis), opte pour les Ardennes.
4. Servonat (Joseph-Sébastien), notaire, juge de paix à Montrevel, administrateur du département.
5. Amar (Jean-Pierre-André), membre du directoire du district de Grenoble ; est décrété d'accusation le 2 prairial an III (21 mai 1795), est ensuite amnistié.
6. Prunelle de Lière (Léonard-Joseph), ancien député suppléant à la Législative, médecin, maire de Grenoble.
7. Réal (André), président de l'administration du district de Grenoble.
8. Boissieu (Pierre-Joseph-Didier), administrateur du département, ancien député suppléant à la Législative.
9. Genissieu (Jean-Joseph-Victor), juge au tribunal de Grenoble.

### Suppléants
1. Charrel (Pierre-François), membre du directoire du district de La Tour-du-Pin. Remplace Dubois de Crancé qui a opté pour les Ardennes.
2. Almeras-Latour (François-Joseph), ancien député suppléant à la Législative, président du tribunal de Vienne. Est appelé à siéger en vertu de l'article 1er de la loi du 7 ventôse an III (25 février 1795) et du tirage au sort destiné à compléter les membres de la Convention, opéré le 5 floréal an III (24 avril 1795), et comme il était décédé à cette époque, il est remplacé par Decomberousse.
3. Decomberousse (Benoît-Michel), juge au tribunal de Vienne. Remplace Almeras-Latour, le 6 thermidor an III (24 juillet 1795).

## Jura
8 députés et 3 suppléants

### Députés
1. Vernier (Théodore), président du tribunal de Lons-le-Saulnier, ancien Constituant. Est exclu après le 31 mai 1793 ; est rappelé le 18 frimaire an III (8 décembre 1794).
2. Laurenceot (Jacques-Henri), capitaine de volontaires dans le 12e bataillon du Jura[5]. Est exclu après le 31 mai 1793 ; est rappelé le 18 frimaire an III (8 décembre 1794).
3. Grenot (Antoine), juge de paix du canton de Gendrey, ancien Constituant. Est exclu après le 31 mai 1793 ; est rappelé le 18 frimaire an III (8 décembre 1794).
4. Prost (Claude-Charles), juge de paix de Dôle.
5. Babey (Pierre-Athanase-Marie), avocat, ancien Constituant. Est exclu après le 31 mai 1793 ; est rappelé le 18 frimaire an III (8 décembre 1794).
6. Amyon (Jean-Claude), cultivateur. Est exclu après le 31 mai 1793 ; est rappelé le 18 frimaire an III (8 décembre 1794).
7. Ferroux (Étienne-Joseph), électeur à Salins-les-Bains. Est exclu après le 31 mai 1793 ; est rappelé le 18 frimaire an III (8 décembre 1794).
8. Bonguyod ou Bonguiot (Marc-François), membre du directoire du département.

### Suppléants
1. Chaffin (Étienne), juge au tribunal de Poligny. N'a pas siégé.
2. Janod (Jean-Joseph-Joachim), membre du directoire du département. N'a pas siégé.
3. Vaucher (Marc-Denis), accusateur public au tribunal criminel du département. N'a pas siégé.

## Landes
6 députés et 2 suppléants

### Députés
1. Pierre-Arnaud Dartigoeyte, procureur syndic du district de Saint-Sever. Est décrété d'arrestation le 13 prairial an III (1er juin 1795) ; est ensuite amnistié.
2. Lefranc (Jean-Baptiste) « Liste des membres de la Convention nationale par département », sur Sycomore, base de données des députés de l'Assemblée nationale, administrateur du département, procureur syndic du district de Mont-de-Marsan.
3. Cadroy (Paul), vice-président de l'administration du département.
4. Roger Ducos dit "l'aîné", président du tribunal criminel du département.
5. Dyzez (Jean), procureur général syndic du département, ancien député à la Législative.
6. Jean-Baptiste Pierre Saurine, évêque du département, ancien Constituant. Est exclu après le 31 mai 1793 ; est rappelé le 18 frimaire an III (8 décembre 1794).

### Suppléants
1. Méricamp (Salomon), ancien député à la Législative. Appelé à remplacer Saurine, est exclu comme fédéraliste. N'a pas siégé.
2. Ramonbordes, accusateur public au tribunal des Landes. N'a pas siégé, car en prison comme fédéraliste lorsqu'il est appelé, après Méricamp, pour remplacer Saurine.

## Loir-et-Cher
7 députés et 5 suppléants

### Députés
1. Grégoire (Henri), évêque du département, ancien Constituant.
2. Chabot (François), vicaire épiscopal de Blois, ancien député à la Législative ; est condamné à mort le 16 germinal an II (5 avril 1794).
3. Brisson (Marcou), procureur syndic du département, ancien député à la Législative.
4. Jacques-Henri Bernardin de Saint-Pierre, intendant du Jardin des Plantes ; donne sa démission le 3 octobre 1792 ; est remplacé par Foussedoire.
5. Frécine (Augustin-Lucie), président du conseil du département, ancien député à la Législative.
6. Leclerc (Claude-Nicolas), accusateur public à Blois, ancien député suppléant à la Législative.
7. Jean-Louis Carra, opte pour la Saône-et-Loire. Est remplacé par Venaille.

### Suppléants
1. Mercier (Louis-Sébastien). Est élu député en Seine-et-Oise ; est remplacé comme suppléant par Rochejean.
2. Venaille-Bodin (Pierre-Étienne). Remplace, dès le début, Carra qui a opté pour Saône-et-Loire.
3. André Foussedoire, administrateur du département. Remplace Saint-Pierre démissionnaire ; est enfermé à Ham le 12 germinal an III (1er avril 1795).
4. Rochejean (Marie-Joseph-Philibert), prêtre. Demande à remplacer Chabot et est écarté comme se trouvant sous le coup d'un mandat de justice.
5. Péan (François-Étienne), administrateur du département. N'a pas siégé.

## Loire
Département créé par partition du département de Rhône-et-Loire, approuvée par la Convention nationale le 29 brumaire an II (19 novembre 1793).

## Haute-Loire
7 députés et 4 suppléants

### Députés
1. Reynaud (Claude-André-Benoît), maire du Puy, ancien député à la Législative.
2. Faure (Balthazar), président du tribunal d'Yssengeaux.
3. Delcher (Joseph-Étienne), procureur de la commune de Brioude, ancien député à la Législative.
4. Lanthenas (François), opte pour Rhône-et-Loire.
5. Rongiès (Antoine), cultivateur, ancien député à la Législative. Donne sa démission ; est remplacé par Lemoÿne le 10 vendémiaire an II (1er octobre 1793).
6. Joseph Balthazar Bonet de Treyches, juge de paix à Monistrol, ancien Constituant. Est traduit au tribunal révolutionnaire le 12 vendémiaire an II (3 octobre 1793) ; s'évade et rentre plus tard à la Convention.
7. Camus (Armand-Gaston), archiviste national, ancien Constituant. Livré aux Autrichiens par Dumouriez le 3 avril 1793 ; est mis en liberté le 4 nivôse an IV (25 décembre 1795).

### Suppléants
1. Barthélemy (Jean-André), homme de loi, lieutenant des canonniers du Puy. Remplace Lanthenas qui opte pour Rhône-et-Loire ; donne sa démission le 1er jour complémentaire an II (17 septembre 1794).
2. Lemoÿne (Jean-Claude), électeur de Monistrol. Remplace le 10 vendémiaire an II (1er octobre 1793), Rongier démissionnaire.
3. Bardy (François). Est appelé à siéger en vertu de l'article 1er de la loi du 7 ventôse an III (25 février 1795) et du tirage au sort destiné à compléter la Convention, opéré le 5 floréal an III (24 avril 1795).
4. Imbert-Dupuy (Claude-Augustin). N'a pas siégé.

## Loire-Inférieure
8 députés et 3 suppléants

### Députés
1. Méaulle (Jean-Nicolas), juge au tribunal de Châteaubriant, ancien député suppléant à la Législative.
2. Lefebvre de Nantes (Julien), procureur syndic de Nantes, ancien Constituant ; exclu après le 31 mai 1793 ; rappelé le 8 décembre 1794.
3. Chaillon (Étienne), homme de loi à Montoire, ancien Constituant.
4. Mellinet (François), négociant à Nantes ; non régicide ; meurt en juin 1793 (congestion cérébrale).
5. Villers (François-Toussaint), président du directoire du département.
6. Fouché (Joseph), principal du collège de Nantes ; régicide ; en mission à Lyon.
7. Marie-Joseph ou François-Joseph Jary ou Jarry, agriculteur, ancien Constituant ; exclu après le 31 mai 1793 ; rappelé le 8 décembre 1794.
8. Coustard (Anne-Pierre), commandant de la garde nationale de Nantes, ancien député à la Législative ; non régicide ; en mission à Nantes ; décrété d'accusation le 18 juillet 1793 ; guillotiné le 7 novembre 1793.

### Suppléants
1. Jean-François Tartu, capitaine d'une frégate, meurt en combattant. N'a pas siégé.
2. Maupassant (César), ancien Constituant. Est tué à Machecoul par les Vendéens le 11 mars 1793. N'a pas siégé.
3. Benoiston (Jean-Marie), commissaire au tribunal de Savenay. N'a pas siégé.

N.B. Les suppléants de la Loire-Inférieure, soupçonnés de fédéralisme, ne furent pas appelés à remplacer Coustard.

## Loiret
9 députés et 4 suppléants

### Députés
1. Gentil (Michel), procureur syndic du district d'Orléans, ancien député à la Législative.
2. Jean Philippe Garran de Coulon, avocat à Paris, ancien député suppléant à la Constituante, ancien député de Paris à la Législative, président du tribunal de cassation.
3. Lepage (Louis-Pierre-Nicolas-Marie), médecin à Montargis.
4. Pelé (Bon-Thomas), juge à Beaugency.
5. Lombard-Lachaux (Pierre), maire d'Orléans.
6. Guérin des Marchais (Pierre), homme de loi à Gien.
7. Delagueulle de Coinces (René-Louis), président du tribunal d'Orléans.
8. Jean-Baptiste Louvet de Couvray, écrivain, mis hors la loi le 26 juillet 1793 est remplacé le même jour par Gaillard ; rappelé le 18 ventôse an III (8 mars 1795), et siège en même temps que son suppléant.
9. Léonard Bourdon, commissaire du conseil exécutif près la Haute-Cour. Est décrété d'accusation le 2 prairial an III (21 mai 1795) ; est enfermé à Ham, puis amnistié.

### Suppléants
1. Gaillard (Cosme-François), président du tribunal de Montargis. Remplace le 26 juillet 1793, Louvet mis hors la loi et continue à siéger à la Convention malgré le rappel de ce dernier.
2. Dartonne (Pierre-Germain), procureur de la commune de Gien. N'a pas siégé.
3. Bordier de Neuville, administrateur du département, ancien député suppléant à la Constituante. N'a pas siégé.
4. Pointo, juge de paix à Boiscommun. N'a pas siégé.

## Lot
10 députés et 3 suppléants

### Députés
1. La Boissière (Jean-Baptiste), juge au tribunal de Moissac. Ancien député à la Législative
2. Clédel (Étienne), procureur syndic du district de Saint-Ceré, ancien député à la Législative.
3. Sallèles (Jean), maire de Cahors.
4. Jean-Bon Saint-André(André), officier municipal de Montauban. Décrété d'arrestation le 9 prairial an III (28 mai 1795), est ensuite amnistié.
5. Monmayou (Hugues-Guillaume-Bernard-Joseph), membre du directoire du département.
6. Cavaignac (Jean-Baptiste), avocat au parlement de Toulouse, membre du directoire du département.
7. Bouygues (Jean-Pierre), membre du directoire du département.
8. Cayla (Jean-Baptiste-Étienne), juge au tribunal de Figéac. Décédé le 21 janvier 1793, est remplacé le 14 mars par Blaviel.
9. Delbrel (Pierre), homme de loi.
10. Albouys (Barthélemy), juge à Cahors. Décédé le 13 prairial an III (1er juin 1795), est remplacé le 18 thermidor an III (5 août 1795) par Sartre.

### Suppléants
1. Blaviel (Antoine-Innocent), administrateur du département. Remplace, le 14 mars 1793, Cayla décédé; exclu après le 31 mai 1793 ; rappelé le 8 décembre 1794.
2. Sartre l'aîné (Marc-Antoine), administrateur du district de Montauban. Remplace le 18 thermidor an III (5 août 1795), Albouys décédé.
3. Souilhé, procureur syndic du district de Saint-Ceré. N'a pas siégé.

## Lot-et-Garonne
9 députés et 3 suppléants

### Députés
1. Vidalot (Antoine), juge au tribunal de Valence, ancien député à la Législative.
2. Antoine Jean Blaise Laurent, haut juré, juge de paix à Auvillars.
3. Pierre Paganel, vicaire épiscopal, procureur syndic de Villeneuve, ancien député à la Législative.
4. Claverye (Jean-Baptiste- Joseph), président du département, haut juré, ancien Constituant.
5. Larroche (Jean-Félix-Samuel), administrateur du département absent pour cause de maladie. Est déclaré démissionnaire en juin 1793 ; est remplacé le 9 frimaire an III (29 novembre 1794) par Cabarroc ; réclame son admission qui est décrétée le 20 germinal an III (9 avril 1795) ; siège en même temps que son suppléant.
6. Boussion (Pierre), médecin, vice-président de l'administration de Lauzun, ancien Constituant.
7. Guyet-Laprade (Pierre-Jules), administrateur du département, juge de paix de Meilhan.
8. Fournel (Marc-Antoine), procureur syndic du district de Villeneuve.
9. Noguères (Thomas), administrateur du district d'Agen, décédé le 18 brumaire an III (8 novembre 1794).

### Suppléants
1. Perribère (Jean-Baptiste), maire de Nérac. Donne sa démission. N'a pas siégé.
2. Cabarroc (Antoine), procureur syndic du district de Valence. Remplace le 9 frimaire an II (29 novembre 1793), Larroche absent pour cause de maladie ; continue à siéger après l'admission de Larroche.
3. Duniagon, juge au tribunal de Nérac. N'a pas siégé.

## Lozère
5 députés et 2 suppléants

### Députés
1. Jean-André Barrot, juge au tribunal de Langogne, ancien député suppléant à la Législative.
2. Alexandre Paul Guérin de Tournel de Joyeuse de Chateauneuf-Randon, adjudant-général, commandant la légion de l'armée du Midi, ancien Constituant.
3. Servière de Montvert (Laurent), juge de paix au Pont-de-Montvert.
4. Jean Pelet, président du directoire du département.
5. Pierre-Laurent Monestier, homme de loi, ancien député à la Législative.

### Suppléants
1. Girard (Barthélemy), médecin à Marvejols. N'a pas siégé.
2. Laporte-Belviala (Étienne-Annet-Augustin), juge au tribunal de Langogne, ancien député suppléant à la Législative. N'a pas siégé.

## Maine-et-Loire
11 députés et 4 suppléants

### Députés
1. René-Pierre Choudieu, accusateur public à Angers, Ancien député à la Législative. Est décrété d'arrestation le 2 prairial an III (21 mai 1795), incarcéré à Ham et ensuite amnistié.
2. Joseph Delaunay dit l'aîné), avocat, commissaire national près le tribunal d'Angers, ancien député à la Législative. Est condamné à mort le 16 germinal an II (5 avril 1794).
3. de Houlières (Louis-Charles-Auguste), maire d'Angers, ancien député à la Législative. Démissionnaire le 16 avril 1793, est remplacé par Viger le 27 du même mois.
4. La Revellière-Lépeaux (Louis-Marie), administrateur du département, ancien Constituant. Donne sa démission le 13 août 1793 ; n'est pas remplacé ; rentre à la Convention le 18 ventôse an III (8 mars 1795).
5. Pilastre de la Brardière (Urbain-René), maire d'Angers, remplace Dehoulière comme maire en novembre 1791, ancien Constituant. Donne sa démission le 12 août 1793. Est remplacé le 8 septembre suivant par Talot.
6. Leclerc (Jean-Baptiste), administrateur du département, ancien Constituant. Donne sa démission le 13 août 1793. Est remplacé le 7 vendémiaire an II (28 septembre 1793), par Menuau.
7. Dandenac l'aîné (Marie-François), vice-président du district de Saumur.
8. Delaunay le jeune (Pierre-Marie), président du tribunal criminel d'Angers.
9. Pérard (Charles-François-Jean), administrateur du district d'Angers, ancien député suppléant à la Législative.
10. Dandenac le jeune (Jacques), maire de Rou-Marson.
11. Lemaignan (Julien-Camille), ancien lieutenant criminel à Baugé, ancien Constituant.

### Suppléants
1. Viger (Louis-François-Sébastien), procureur syndic à Angers, ancien député suppléant à la Législative. Remplace Dehoulière, le 27 avril 1793. Condamné à mort le 9 brumaire an II (30 octobre 1793) et guillotiné le lendemain
2. Henri Menuau, juge au tribunal de Vihiers. Remplace Leclerc le 7 vendémiaire an II (28 septembre 1793). Ancien député à la Législative.
3. Tessié-Ducluseaux (Joseph-François-Alexandre), administrateur du département. Refuse de siéger et est exécuté le 26 germinal an II (15 avril 1794).
4. Michel-Louis Talot, avoué. Remplace Pilastre le 8 septembre 1793.

## Manche
13 députés et 5 suppléants

### Députés
1. Sauvé (Gervais), négociant, maire de Ducey, ancien député à la Législative.
2. Poisson de Coudreville (Jacques), président du tribunal de Saint-Lô, ancien député à la Législative.
3. Lemoine (Jean-Angélique), juge au tribunal de Mortain, ancien député à la Législative.
4. Le Tourneur (Étienne-François-Louis-Honoré), capitaine du génie, ancien député à la Législative.
5. Ribet de Rugneville (Bon-Jacques-Gabriel-Bernardin), négociant à Cherbourg, administrateur du département, ancien député à la Législative.
6. Pierre Louis Pinel, administrateur du district d'Avranches.
7. Jean-Baptiste Le Carpentier, chef de légion du district de Valognes. Est décrété d'arrestation et d'accusation les 1er et 2 prairial an III (20 et 21 mai 1795) ; est ensuite amnistié.
8. Édouard-Léonor Havin, administrateur du district de Saint-Lô.
9. Siméon-Jacques-Henri Bonnesœur-Bourginière, administrateur du département.
10. Engerran-Deslandes (Jacques), homme de loi à Avranches.
11. Regnauld-Bretel (Charles-Louis-François), administrateur du département.
12. André-François Laurence, administrateur du département. Exclu après le 31 mai 1793, il est rappelé le 18 frimaire an III (8 décembre 1794).
13. Jean Michel Hubert-Dumanoir, administrateur du département, commandant de bataillon.

### Suppléants
1. Jubé (Auguste), adjudant général de la première Légion. N'a pas siégé.
2. Carbonel, administrateur du district d'Avranches. N'a pas siégé.
3. Charles Agnès, administrateur du département. N'a pas siégé (décédé en juin 1793).
4. Heudeline, administrateur-président du département (ancien avocat à Torigny). N'a pas siégé.
5. Macé, homme de loi à Coutances. N'a pas siégé.

## Marne
10 députés et 4 suppléants

### Députés
1. Pierre-Louis Prieur, (Prieur de la Marne) membre du directoire du département, ancien Constituant, membre du Comité de salut public. Est décrété d'accusation le 2 prairial an III (21 mai 1795) ; est ensuite amnistié.
2. Thuriot (Jacques-Alexis), juge au tribunal de Sémur, ancien député à la Législative. Est décrété d'accusation le 2 prairial an III (21 mai 1795) ; est ensuite amnistié.
3. Louis Joseph Charlier, avocat, administrateur du district de Châlons, ancien député à la Législative.
4. Delacroix (Charles-François), administrateur du département.
5. Jean-Louis Deville, administrateur du département.
6. Poulain-Boutancourt (Jean-Baptiste-Célestin), maître de Forges, ancien Constituant.
7. Jean-Baptiste Drouet, maître des postes à Sainte-Menehould, ancien député suppléant à la Législative. Est livré aux Autrichiens par Dumouriez le 3 avril 1793 ; est mis en liberté le 4 nivôse an IV (25 décembre 1795).
8. Jean-Baptiste Armonville, cardeur de laine à Reims
9. Blanc (François-Joseph), administrateur du département.
10. Battellier (Jean-César), maire de Vitry-le-François.

### Suppléants
1. Josse, (Claude) ex-membre de l'ancienne administration. N'a pas siégé.
2. Camus (Edmé-Jean), juge au tribunal de Sezanne. N'a pas siégé.
3. Jolly-Pilloy, membre du directoire du district de Reims. N'a pas siégé.
4. Cerisier (Pierre-Joseph), inspecteur des vivres à Vesoul. N'a pas siégé.

## Haute-Marne
7 députés et 3 suppléants

### Députés
1. Guyardin (Louis), procureur de la commune de Langres, ancien Constituant.
2. Monnel (Simon-Edme), curé, ancien Constituant.
3. Roux (Louis-Félix), vicaire épiscopal.
4. Valdruche (Anne Joseph Arnould), administrateur du département, ancien député à la Législative.
5. Chaudron-Rousseau (Guillaume), agriculteur, ancien député à la Législative. Est décrété d'arrestation le 22 thermidor an III (9 août 1795) ; est ensuite amnistié.
6. Laloy Jeune (Pierre-Antoine), administrateur du département, ancien député à la Législative.
7. Wandelaincourt (Antoine-Hubert), évêque du département.

### Suppléants
1. Devaraigne dit Varaigne (Pierre-Joseph-Bernard), ancien député à la Législative. N'a pas siégé.
2. Laloy l'aîné (Jean-Nicolas), médecin, maire de Chaumont, ancien Constituant. N'a pas siégé.
3. Maillard-Millet. N'a pas siégé.

## Mayenne
8 députés et 3 suppléants

### Députés
1. Bissy le jeune (Jaques-François), juge au tribunal de Mayenne, ancien député à la Législative.
2. Esnüe de la Vallée (François- Joachim), juge au tribunal de Craon, ancien député à la Législative. Est décrété d'arrestation le 5 prairial an III (24 mai 1795) ; est ensuite amnistié.
3. Grosse-du-Rocher (François), administrateur du département, ancien député à la Législative.
4. Enjubault (Mathurin), notaire, ancien Constituant, administrateur du département.
5. Serveau-Touchevalier (François), administrateur du district d'Evron, ancien député suppléant à la Législative.
6. Plaichard Choltière (René-François), médecin à Laval, ancien député suppléant à la Législative.
7. Villar (Noël-Gabriel-Luce), évêque du département.
8. Lejeune (René-François), avocat, administrateur du département.

### Suppléants
1. Destriché (Yves-Marie), maire de Château-Gontier. Est appelé à siéger en vertu de l'article 1er de la loi du 7 ventôse an III (25 février 1795) et du tirage au sort destiné à compléter la Convention, opéré le 5 floréal an III (24 avril 1795).
2. Midy (François), juge au tribunal de Craon. N'a pas siégé.
3. Thoumin (François), avocat, ancien député suppléant à la Constituante. N'a pas siégé.

## Meurthe
8 députés et 3 suppléants

### Députés
1. Salles (Jean-Baptiste), administrateur du département, ancien Constituant. Est mis en arrestation le 2 juin 1793, est guillotiné à Bordeaux le 2 messidor an II (20 juin 1794). Est remplacé dès le 22 juillet 1793 par Collombel.
2. Mallarmé (François-René-Auguste), procureur syndic du district de Pont-à-Mousson, suppléant du tribunal de cassation, ancien député à la Législative. Est décrété d'arrestation le 13 prairial an III (1er juin 1795) ; est ensuite amnistié.
3. Levasseur (Antoine-Louis), procureur syndic du district de Toul, ancien député à la Législative.
4. Mollevaut (Étienne), juge au tribunal de cassation. Est mis hors la loi le 28 juillet 1793 ; est remplacé dès le 22 juillet par Dominique Jacob ; rentre à la Convention en l'an III et figure sur la liste officielle publiée le 2 vendémiaire an IV (24 septembre 1795).
5. Bonneval (Germain), cultivateur, ancien député à la Législative.
6. Lalande (Luc-François), évêque du département.
7. Michel (Pierre), juge au tribunal de Château-Salins.
8. Zangiacomi (Joseph), Procureur de la commune de Nancy.

### Suppléants
1. Collombel (Pierre), maire de Pont-à-Mousson. Remplace Salle, le 22 juillet 1793.
2. Moures (Victor-Nicolas), homme de loi, secrétaire du district de Sarrebourg. Donne sa démission de suppléant le 3 août 1793 et opte pour le poste de procureur général syndic.
3. Jacob (Dominique), maire de Toul. Remplace Mollevaut le 22 juillet 1793 et continue à siéger malgré le retour de Mollevaut à la Convention.

## Meuse
8 députés et 3 suppléants

### Députés
1. Moreau (Jean), procureur général syndic du département, ancien député à la Législative. Démissionnaire le 15 août 1793 : Lolivier 1er suppléant, destiné à le remplacer, refuse par lettre du 22 août 1793.
2. Marquis (Jean-Joseph), grand juge de la Haute-Cour nationale, ancien Constituant.
3. Tocquot (Charles-Nicolas), cultivateur, juge de paix de Dompcevrin, ancien député à la Législative. Démissionnaire le 14 août 1793 ; est remplacé le 3 septembre 1793 par Garnier-Antoine.
4. Pons (Philippe-Laurent), accusateur public à Paris.
5. Roussel (Claude-Jean), administrateur du district de Gondrecourt.
6. Bazoche (Claude-Hubert), ancien Constituant pour le bailliage de Bar-le-Duc, président du tribunal de Saint-Mihiel,.
7. Humbert (Sébastien), administrateur du Directoire du district de Bar-sur-Ornain.
8. Harmand (Jean-Baptiste), juge de paix à Bar-sur-Ornain.

### Suppléants
1. Lolivier (Jean-Baptiste), de Saint-Michel, président du tribunal criminel du département, ancien député à la Législative. Est appelé à remplacer Moreau et refuse par lettre du 22 août 1793.
2. Asseline, électeur de Montmédy ; décédé avant le 14 août 1793, n'a pu remplacer ni Moreau, ni Tocquot.
3. Garnier-Antoine (Claude-Xavier), négociant à Bar, remplace Tocquot, le 3 septembre 1793.

## Mont-Blanc
10 députés et 4 suppléants

### Députés
1. Gentil (François), avocat à Carouge. Prend séance le 18 avril 1793.
2. Dubouloz (Jean-Michel), avocat et propriétaire à Chablais. Prend séance le 18 avril 1793.
3. Carelli de Bassy (François-Jean-Baptiste). Prend séance en mars 1793 ; donne sa démission le 23 pluviôse an II (11 février 1794) pour cause de maladie, mais rentre à la Convention le 15 ventôse an II (5 mars 1794).
4. Marin (Anthelme), avocat à Chambéry. Prend séance en mars 1793.
5. Duport (Bernard-Jean-Maurice), avocat à Chambéry. Prend séance en mars 1793.
6. Marcoz (Jean-Baptiste-Philippe), médecin à Saint-Jean-de-Maurienne. Prend séance en mars 1793.
7. Guméry (Michel), avocat à Moutiers. Prend séance en mars 1793.
8. Balmain ou Balmin (Jacques-Antoine), avocat à Chambéry. Prend séance en mars 1793.
9. Bal. N'accepte pas et opte pour la fonction de procureur syndic à Moutiers. Est remplacé par Dumaz, 1er suppléant.
10. Gavard. Donne sa démission ; est remplacé par Genin, 2e suppléant.

### Suppléants
1. Jacques-Marie Dumaz, avocat à Chambéry. Remplace Bal et prend séance le 18 avril 1793.
2. Genin (Jean-François), avocat à Chambéry. Remplace Gavard et prend séance le 7 août 1793.
3. Grenus (Jacques), employé à l'armée des Alpes. N'a pas siégé.
4. Burnod, agent national du district d'Annecy.

## Mont-Terrible
2 députés et 1 suppléant

### Députés
1. Rougemont (Ignace)
2. Antoine Lémane, admis en 1793, après le jugement de Louis XVI.

### Suppléant
1. Graizelé. N'a pas siégé.

N.B. Le département du Mont-Blanc a été constitué le 27 novembre 1792 (élection des députés à la Convention le 10 février 1793) et celui du Mont-Terrible (Evêché de Bâle qui prit le nom de Mont-Terrible après sa réunion à la France) le 23 mars 1793.

## Morbihan
8 députés et 3 suppléants

### Députés
1. Le Malliaud (Joseph-François), procureur général syndic du département, ancien député à la Législative.
2. Lehardy (Pierre), médecin, procureur syndic du district de Josselin. Est guillotiné le 9 brumaire an II (30 octobre 1793). Est remplacé par Brüe le 7 frimaire an II (27 novembre 1793).
3. Corbel (Vincent-Claude), juge à Pontivy, ancien député à la Législative. Est exclu après le 31 mai 1793 ; est rappelé le 18 frimaire an III (8 décembre 1794).
4. Lequinio (Joseph-Marie), juge au tribunal de Vannes, ancien député à la Législative. Est décrété d'arrestation le 21 thermidor an III (8 août 1795) ; est ensuite amnistié.
5. Audrein (Yves Marie), vicaire épiscopal, ancien député à la Législative, évêque de Quimper.
6. Gillet (Pierre Mathurin), Avocat à Rochefort, procureur général syndic du département du Morbihan, ancien député suppléant à la Législative. Meurt à l'armée de Jourdan en vendémiaire an IV.
7. Michel (Guillaume), négociant à Lorient.
8. Roüault (Joseph-Yves), commissaire national près le tribunal criminel du département. Est exclu après le 31 mai 1793 ; est rappelé le 18 frimaire an III (8 décembre 1794).

### Suppléants
1. Bruë (Louis-Urbain), administrateur du département. Remplace Lehardy le 7 frimaire an II (27 novembre 1793).
2. Poizevara (Pierre), juge à Fahouet. N'a pas siégé.
3. Chaignart (Vincent-François-Marie), maire de Malestroit. Est appelé à siéger en vertu de l'article 1er de la loi du 7 ventôse an III (25 février 1795) et du tirage au sort destiné à compléter la Convention, opéré le 5 floréal an III (24 avril 1795).

## Moselle
8 députés et 3 suppléants

### Députés
1. Merlin de Thionville (Antoine), ancien député à la Législative. Élu également dans la Somme, opte pour la Moselle.
2. François Nicolas Anthoine, président de la commune de Metz, ancien Constituant. Mort en août 1793 ; est remplacé par Karcher le 25 brumaire an II (15 novembre 1793).
3. Couturier (Jean-Pierre), juge au tribunal de Bouzonville, suppléant à la Cour de cassation, ancien député à la Législative.
4. Hentz (Nicolas), juge de paix à Sierck. Est décrété d'arrestation le 16 germinal an III (5 avril 1795) ; est ensuite amnistié.
5. Barthélemy (Nicolas), juge de paix de Metz. Refuse le mandat de député ; est remplacé par Bar.
6. Blaux (Nicolas François), homme de loi, maire de Sarreguemines. Est exclu après le 31 mai 1793 ; est rappelé le 18 frimaire an III (8 décembre 1794).
7. Didier Thirion, professeur au collège de Metz. Est décrété d'accusation le 8 prairial an III (27 mai 1795) et ensuite amnistié.
8. Becker (Joseph), juge de paix à Saint-Avold.

### Suppléants
1. Bar (Jean-Étienne), greffier de la municipalité de Thionville. Remplace Barthélemy le 23 octobre 1792.
2. Boulay (Nicolas), homme de loi, juge de paix de Bouzonville. Est appelé pour remplacer Anthoine, mais est exclu comme suspect ; n'a pas siégé.
3. Karcher (Henry), fabricant à Bouquenom. Remplace Anthoine le 25 brumaire an II (15 novembre 1793).

## Nièvre
7 députés et 3 suppléants élus par les électeurs départementaux réunis à Saint Pierre le Moutier qui ont siégé du 2 au 17 septembre 1792.

### Députés
Danbs l'ordre de leur élection
1. Sautereau (Jean), procureur général syndic du département, ancien député à la Législative.
2. Goyre-Laplanche (Jacques Léonard), moine bénédictin, vicaire épiscopal de l'évêque de Nevers. Est décrété d'arrestation le 22 thermidor an III (9 août 1795) ; est ensuite amnistié.
3. Lefiot (Jean Alban), procureur syndic du district de Saint Pierre le Moutier. Est décrété d'arrestation le 21 thermidor an III (8 août 1795) ; est ensuite amnistié.
4. Guillerault de Bacoin (Jean Guillaume), procureur et notaire à Pouilly, puis procureur syndic du district de La Charité.
5. Legendre (François Paul), avocat au présidial d'Auxerre, maître des forges de Vernières (La Charité-sur-Loire), administrateur du département.
6. Dameron (Joseph Charlemagne), homme de loi à La Charité-sur-Loire, ancien député à la Législative.
7. Jourdan du Mazot (Jean-Baptiste), homme de loi, administrateur du département.

### Suppléants
1. Duvernoy (Jean-Marie), notaire, administrateur sortant du district de Château-Chinon et du département. N'a pas siégé.
2. Champrobert (Michel Pierre), homme de loi à La Charité. N'a pas siégé.
3. Leblanc (André), vicaire épiscopal, ancien député suppléant à la Législative. N'a pas siégé.

## Nord
12 députés et 4 suppléants

### Députés
1. Merlin (de Douai) (Philippe-Antoine), président du tribunal criminel du Nord, ancien Constituant.
2. Pierre Joseph Duhem, médecin, juge de paix à Lille. Est décrété d'accusation le 2 prairial an III (21 mai 1795) ; est ensuite amnistié. Ancien député à la Législative.
3. Eugène Constant Joseph César Gossuin, maire d'Avesnes, membre du directoire du département, ancien député à la Législative.
4. Henri Louis Joseph Cochet, membre du directoire de Dunkerque, ancien député à la Législative.
5. Jean-Jacques Fockedey, médecin et président du collège de Dunkerque. Donne sa démission le 2 avril 1793 ; est remplacé par Mallet le 5 avril.
6. Lesage-Senault (Gaspard-Jean-Joseph), administrateur du directoire de Lille, haut-juré.
7. Carpentier (Antoine-François), président du district d'Hazebrouck, ancien député à la Législative.
8. Philippe Constant Joseph Briez, avocat au parlement de Flandre, procureur syndic du district de Valenciennes. Meurt de maladie avant la séparation de l'Assemblée.
9. Sallengros (Albert-Boniface-François), officier municipal à Maubeuge, ancien député à la Législative.
10. Poultier (François-Martin) dit Poultier d'Elmotte, capitaine de la 1re compagnie du 2e bataillon de volontaires du Pas-de-Calais, ancien Constituant.
11. Aoust (Eustache Jean-Marie, ci-devant marquis d'). Président du district de Douai, ancien Constituant.
12. Boÿaval (Charles-Louis-Laurent), administrateur du département.

### Suppléants
1. Mallet (Charles-Philippe). Remplace Fockedey le 5 avril 1793.
2. Derenty (François-Marie). Est appelé à siéger en vertu de l'article 1er de la loi du 7 ventôse an III (25 février 1795) et du tirage au sort destiné à compléter la Convention opéré le 5 floréal an III (24 avril 1795).
3. Cattey, professeur à Cambrai. N'a pas siégé.
4. Ranson, accusateur public près le tribunal criminel du département. N'a pas siégé.

## Oise
12 députés et 5 suppléants

### Députés
1. Coupé (Jacques-Michel), curé de Sermaize, ancien député à la Législative.
2. Calon (Étienne-Nicolas), officier du génie, ancien député à la Législative.
3. Massieu (Jean-Baptiste), évêque du département, ancien Constituant. Est décrété d'arrestation le 22 thermidor an III (9 août 1795) ; est ensuite amnistié.
4. Villette (Charles de), propriétaire à Clermont. Meurt le 10 juillet 1793 ; est remplacé par Auger le 19 août 1793.
5. Mathieu (Jean-Baptiste-Charles), juge à Paris.
6. Cloots (Jean-Baptiste-Anacharsis). Est élu dans l'Oise et en Saône-et-Loire. Est exclu comme étranger et remplacer par Danjou le 29 pluviôse an II (17 février 1794); est guillotiné le 4 germinal an II (24 mars 1794).
7. Portiez (Louis-François), homme de loi à Beauvais.
8. Godéfroy (Charles-François-Marie), administrateur du district de Breteuil. Est exclu après le 31 mai 1793 ; rentre à la Convention après le 18 frimaire an III (8 décembre 1794) : meurt avant la fin de la session.
9. Thomas Paine, élu dans l'Oise et le Pas-de-Calais, opte pour le Pas-de-Calais. Est remplacé par Bezard.
10. Jacques Isoré, cultivateur, président du district de Clermont.
11. Delamarre (Antoine), administrateur du département. Est exclu après le 31 mai 1793 :est rappelé le 18 frimaire an III (8 décembre 1794).
12. Bourdon (François-Louis), substitut de la commune de Paris.

### Suppléants
1. Bezard (François-Siméon), chef de légion du district de Clermont. Remplace Paine qui a opté pour le Pas-de-Calais.
2. Auger (Antoine-Augustin), administrateur du district de Chaumont. Remplace Villette le 19 août 1793.
3. Danjou (Jean-Pierre), procureur syndic du district de Beauvais. Remplace Cloots le 29 pluviôse an II (17 février 1794).
4. Bertrand (Louis-Jacques-François de Paule), électeur de Compiègne. N'a pas siégé.
5. Lefebvre. Est nommé suppléant dans une assemblée électorale particulière, pour remplacer Bezard. N'a pas siégé.

## Orne
10 députés et 7 suppléants

### Députés
1. Dufriche-Valazé (Charles-Éléonor), administrateur du district d'Alençon. Est condamné à mort le 9 brumaire an II (30 octobre 1793) ; est remplacé par Castaing le 12 frimaire an II (2 décembre 1793).
2. Charles Ambroise Bertrand de La Hosdinière, cultivateur, chef de légion. Démissionnaire le 29 juillet 1793 ; est remplacé le 29 août 1793 par Desrivières.
3. André (Charles-Michel). Donne sa démission avant la clôture des opérations électorales. Est remplacé par Thomas-Laprise.
4. Priestley (Joseph), chimiste et philosophe anglais. Élu dans l'Orne et en Rhône-et-Loire ; refuse le mandat de député le 28 septembre 1792 ; est remplacé dans l'Orne par Desgroüas.
5. Plet-Beauprey (Pierre-François-Nicolas), administrateur du département.
6. Duboë (Pierre-François), juge à L'Aigle.
7. Dugué-D'Assé (Jacques-Claude), administrateur du département. Est exclu après le 31 mai 1793 ; est rappelé le 18 frimaire an III (8 décembre 1794).
8. Sieyès (Emmanuel-Joseph). Opte pour la Sarthe ; est remplacé dans l'Orne par Fourmy.
9. Gorsas (Antoine-Joseph). Élu dans l'Orne et en Seine-et-Oise ; opte pour la Seine-et-Oise ; est remplacé dans l'Orne par Dubois.
10. Carra (Jean-Louis), élu dans l'Orne et en Saône-et-Loire ; opte pour la Saône-et-Loire. Est remplacé dans l'Orne par Colombel.

### Suppléants
1. Thomas-Laprise (Charles-Jean-Étienne), procureur syndic du district de Domfront. Remplace André qui n'accepte pas le mandat de député.
2. Fourmy (Jean-Denis), homme de loi à Alençon. Remplace Sieyès qui a opté pour la Sarthe.
3. Jullien-Dubois (Louis-Toussaint), dit Dubois, homme de loi à Bellême. Remplace Gorsas qui a opté pour la Seine-et-Oise.
4. Collombel de la Rousselière (Louis-Jacques), procureur syndic de L'Aigle, ancien Constituant. Remplace Carra qui a opté pour la Saône-et-Loire.
5. Desgroüas (Charles-François-Grégoire-Michel-Étienne), procureur de la commune de Mortagne. Remplace le 28 septembre 1792, Priestley qui refuse le mandat de député.
6. Gérard-Desrivières (Jacob), cultivateur à Carouge-la-Montagne. Remplace Bertrand le 29 août 1793.
7. Castaing (Pierre), négociant à Alençon. Remplace le 12 frimaire an II (2 décembre 1793) Dufriche-Valazé, condamné à mort.

## Pas-de-Calais
11 députés et 5 suppléants

### Députés
1. Maximilien de Robespierre dit l'aîné (Maximilien-Marie-Isidore). Opte pour Paris. Est remplacé par Varlet.
2. Carnot (Lazare-Nicolas-Marguerite), officier du génie, ancien député à la Législative.
3. Ernest Dominique François Joseph Duquesnoy, cultivateur, ancien député à la Législative. Est condamné à mort et se tue le 29 prairial an III (17 juin 1795).
4. Philippe-François-Joseph Le Bas, homme de loi, administrateur du département. Se tue à l'Hôtel-de-Ville de Paris dans la nuit du 9 au 10 thermidor an II (27-28 juillet 1794). Est remplacé par Garnier le 14 vendémiaire an III (5 octobre 1794).
5. Paine (Thomas), homme de lettres et philosophe anglais. Nommé dans l'Aisne, l'Oise, le Pas-de-Calais et le Puy-de-Dôme, opte pour le Pas-de-Calais. Est exclu comme étranger le 13 nivôse an II (2 janvier 1794) et remplacé le jour même par Dubroeucq ; est rappelé le 18 frimaire an III (8 décembre 1794) et siège en même temps que son suppléant.
6. Personne (Jean-Baptiste), avoué à Saint-Omer.
7. Armand-Joseph Guffroy, procureur du district d'Arras.
8. Enlart (Nicolas-François-Marie), président du district de Montreuil.
9. Philippe-Albert Bollet, maire de Violaines.
10. Magniez (Antoine-Guillain), administrateur du district de Bapaume. Est mis en arrestation le 22 juin 1793; est remplacé par Le Bon le 1er juillet de la même année ; rentre à la Convention le 10 thermidor an III (28 juillet 1795).
11. Daunou (Pierre-Claude-François), ex-oratorien, vicaire épiscopal à Paris. Est exclu après le 31 mai 1793 ; est rappelé le 18 frimaire an III (8 décembre 1794).

### Suppléants
1. Varlet (Charles-Zachée-Joseph), ancien militaire, maire de Hesdin. Remplace Robespierre aîné qui a opté pour Paris ; est exclu après le 31 mai 1793, et rappelé le 18 frimaire an III (8 décembre 1794).
2. Lebon (Gratien-François-Joseph), curé de Neuville. Remplace Magniez le 1er juillet 1793. Est guillotiné à Amiens le 26 vendémiaire an IV (18 octobre 1795).
3. Du Broeucq (Jean-François), juge au tribunal de Saint-Omer. Remplace Paine le 23 nivôse an II (12 janvier 1794) et continue à siéger malgré le rappel de ce dernier.
4. Garnier (Charles-Louis-Antoine-Eugène), administrateur du district de Calais. Remplace Le Bas le 14 vendémiaire an III (5 octobre 1794).
5. Grenier (de Violaines), administrateur du département, élu suppléant en remplacement de Varlet devenu titulaire, dès le début, par suite de l'option de Robespierre. N'a pas siégé.

## Puy-de-Dôme
12 députés et 4 suppléants

### Députés
1. Couthon (Georges), président du tribinal de Clermont-Ferrand, ancien député à la Législative. Est mis hors la loi le 9 thermidor an II et exécuté le 10 (27 et 28 juillet 1794). Est remplacé par Jourde le 4 vendémiaire an III (25 septembre 1794).
2. Gibergues (Pierre), prêtre, ancien député à la Législative.
3. Étienne Christophe Maignet, administrateur du département, ancien député à la Législative. Est décrété d'arrestation le 16 germinal an III (5 avril 1795) ; est ensuite amnistié.
4. Romme (Charles-Gilbert), cultivateur, ancien député à la Législative. Est mis en arrestation le 2 prairial an III (21 mai 1795) et exécuté le 29 prairial an III (17 juin 1795).
5. Soubrany (Pierre-Amable), maire de Riom, ancien député à la Législative. Est arrêté le 2 et exécuté le 29 prairial an III (21 mai 1795 et 17 juin 1795).
6. Jean Henri Bancal des Issarts, ancien notaire. Est livré aux Autrichiens par Dumouriez le 3 avril 1793 ; est mis en liberté le 4 nivôse an IV (25 décembre 1795).
7. Girot-Pouzol (Jean-Baptiste), président du tribunal d'Issoire, ancien Constituant.
8. Rudel (Claude-Antoine), homme de lois, maire de Thiers.
9. Joseph Artaud-Blanval, cultivateur.
10. Jean-Baptiste-Benoît Monestier, premier vicaire épiscopal. Est décrété d'accusation le 13 prairial an III (1er juin 1795) ; est ensuite amnistié le 4 brumaire an IV (26 octobre 1795).
11. Thomas Paine, opte pour le Pas-de-Calais.
12. Jacques-Antoine Dulaure, journaliste. Est exclu après le 31 mai 1793 ; est rappelé le 18 frimaire an III (8 décembre 1794).

### Suppléants
1. Laloüe (Jean-Robin), officier retiré. Remplace Paine dès le début de la session.
2. Jourde (Gilbert-Amable), accusateur public. Remplace Couthon le 4 vendémiaire an III (25 septembre 1794).
3. Chauty (Genest). N'a pas siégé. Condamné à mort par le tribunal criminel de Lyon et exécuté le 16 frimaire an II (6 décembre 1793).
4. Pacros (Benoît-Noël), de Marsac, district d'Ambert. Est appelé à siéger en vertu de la loi du 7 ventôse an III (25 février 1795), et du tirage au sort destiné à compléter la Convention, opéré le 5 floréal an III (24 avril 1795).

## Basses-Pyrénées
6 députés et 3 suppléants

### Députés
1. Sanadon (Jean-Baptiste), évêque du département. Donne sa démission le 13 août 1793 ; est remplacé par Vidal le 14 vendémiaire an II (5 octobre 1793).
2. D'Hiriart (Pierre-Eustache), procureur syndic du district d'Ustaritz. Donne sa démission avant l'ouverture de la session ; est remplacé par Neveu.
3. Conte (Antoine), procureur général syndic du département.
4. Pémartin (Joseph), homme de loi, ancien Constituant.
5. Meillan (Arnaud), administrateur du département. Est mis hors la loi le 28 juillet 1793 ; est remplacé par Laa le 8 août de la même année ; est ensuite rappelé le 18 ventôse an III (8 mars 1795) et siège en même temps que son suppléant.
6. Casenave (Antoine), administrateur du département.

### Suppléants
1. Neveu (Étienne), juge au tribunal de Mauléon. Remplace D'Hiriart qui a donné sa démission avant la réunion de l'Assemblée.
2. Laa (Antoine), juge du district d'Oloron. remplace le 8 août 1793, Meillan mis hors la loi ; reste à la Convention malgré le rappel de Meillan.
3. Vidal (Jean), procureur syndic du district d'Orthez, est élu suppléant dans une réunion nouvelle des électeurs, en place de Neveu devenu titulaire ; - Remplace Sanadon le 14 vendémiaire an II (5 octobre 1793).

## Hautes-Pyrénées
6 députés et 2 suppléants

### Députés
1. Barère, ci-devant de Vieuzac (Bertrand), avocat, ancien Constituant.
2. Dupont (Pierre-Charles-François), avocat à Luz-en-Barège, ancien Constituant. Décédé le 19 brumaire an II (9 novembre 1793) ; est remplacé par Guchan le 11 pluviôse an II (30 janvier 1794).
3. Gertoux (Brice), homme de loi, ancien député à la Législative.
4. Picqué (Jean-Pierre), électeur de Lourdes.
5. Féraud (Jean). Est tué à la Convention le 1er prairial an III (20 mai 1795). Est remplacé par Dauphole le 1er thermidor an III (19 juillet 1795).
6. Lacrampe (Jean), homme de loi.

### Suppléants
1. Dauphole (Jean-Pierre), administrateur du département. Est en état d'arrestation le 9 floréal an II (28 avril 1794). Remplace le 1er thermidor an III (19 juillet 1795), Féraud, assassiné à la Convention.
2. Guchan (Pierre), maire de Bagnières-Adour. Remplace le 11 pluviôse an II (30 janvier 1794), Dupont, décédé.

## Pyrénées-Orientales
5 députés et 2 suppléants

### Députés
1. Joseph Guiter, maire de Perpignan. Est exclu après le 31 mai 1793 ; est rappelé le 18 frimaire an III (8 décembre 1794).
2. Joseph Fabre, médecin, juge de paix de Vinça.
3. Jean Birotteau, secrétaire du district de Perpignan. Est guillotiné à Bordeaux le 7 brumaire an II (28 octobre 1793). Est remplacé le 13 août 1793 par Laurent Delcasso.
4. François-Étienne Montégut.
5. Joseph Cassanyes, administrateur du district de Perpignan.

### Suppléants
1. Laurent Delcasso, curé de Mont-Louis. Remplace dès le 13 août 1793, Birotteau, décrété d'accusation.
2. Joseph Chambon, curé de Perpignan. N'a pas siégé.

## Bas-Rhin
9 députés et 4 suppléants

### Députés
1. Philippe Rühl, administrateur du département, ancien député à la Législative. Est mis en arrestation le 8 prairial an III et se tue dans sa prison le 11 du même mois (27 et 30 mai 1795).
2. Claude-Hilaire Laurent, médecin, administrateur du département.
3. Pierre Louis Bentabole, procureur général syndic du département.
4. Georges Frédéric Dentzel, citoyen de Landau. Est exclu le 6 nivôse an III (26 décembre 1794) comme étranger ; est décrété d'arrestation le 27 nivôse suivant (16 janvier 1794) ; est rappelé le 18 frimaire an III (8 décembre 1794).
5. Jean-Antoine Louis, administrateur du département.
6. Jean Bertrand, administrateur du département. Envoie sa démission le 11 septembre 1792 ; est remplacé par Ehrmann.
7. Louis Arbogast, principal du collège de Strasbourg, ancien député à la Législative.
8. Depinay, administrateur du district de Benfeld. Donne sa démission le 10 septembre 1792 ; est remplacé par Christiani.
9. Philibert Simond, vicaire de l'évêque constitutionnel Brendel. Est guillotiné le 24 germinal an II (13 avril 1794). Est remplacé par Jean-Gotthard Grimmer le 10 ventôse an III (28 février 1795).

### Suppléants
1. Ehrmann (Jean-François), juge au tribunal de Strasbourg. Remplace Bertrand, qui n'a pas accepté le mandat de député.
2. Christiani (Marie-Frédéric-Henri), administrateur du district de Strasbourg. Remplace Depinay, qui n'a pas accepté le mandat de député.
3. Grimmer (Jean-Gotthard), de Wissembourg. Remplace Simond, le 10 ventôse an III (28 février 1795).
4. Noissette (Gaspard), officier municipal à Strasbourg. Est élu suppléant dans une 2e réunion du corps électoral. N'a pas siégé.

## Haut-Rhin
7 députés et 3 suppléants

### Députés
1. Reubell (Jean-François), procureur général syndic du département, ancien Constituant.
2. Ritter (François-Joseph), juge au tribunal d'Altkirch, ancien député à la Législative.
3. Laporte ou Delaporte (Marie-François-Sébastien), avoué à Belfort, ancien député à la Législative.
4. Johannot (Jean), président du département.
5. Pflieger (Jean-Adam), maire d'Altkirch, ancien Constituant.
6. Albert l'aîné (Jean-Bernard), procureur syndic du district de Colmar, ancien Constituant.
7. Dubois (François-Louis-Esprit), officier municipal à Colmar.

### Suppléants
1. Guittard (Jean-Baptiste), capitaine de gendarmerie. Est appelé à siéger en vertu de la loi du 7 ventôse an III (25 février 1795) et du tirage au sort destiné à compléter la Convention, opéré le 5 floréal an III (24 avril 1795).
2. Clavé, juge au tribunal d'Altkirch. N'a pas siégé.
3. Rudler (François-Joseph), ancien député à la Législative. N'a pas siégé.

## Rhône
Département créé par partition du département de Rhône-et-Loire, approuvée par la Convention nationale le 29 brumaire an II (19 novembre 1793).

## Rhône-et-Loire
15 députés et 5 suppléants

### Députés
1. Charles Antoine Chasset, juge à Villefranche, maire de Villefranche-sur-Saône, membre du tribunal de cassation, ancien Constituant. Est exclu après le 31 mai 1793 ; est remplacé par Noailly, le 13 août 1793 ; est rappelé en mars 1795 et siège en même temps que son suppléant.
2. Dupuy fils (Jean-Baptiste-Claude-Henry), juge à Montbrison, ancien député à la Législative.
3. Louis Vitet, maire de Lyon. Est exclu après le 31 mai 1793 ; est remplacé par Boiron, le 7 août 1793 ; est rappelé en mars 1795 et siège en même temps que son suppléant.
4. Joseph Priestley, chimiste anglais. Élu dans l'Orne et dans Rhône-et-Loire, refuse le mandat de député ; est remplacé le 13 décembre 1792, dans Rhône-et-Loire, par Fournier.
5. Dubouchet (Pierre), médecin à Montbrison, ancien député à la Législative.
6. Béraud (Marcelin), juge de paix à Valbenoite.
7. Pressavin (Jean-Baptiste), chirurgien, substitut du procureur de la commune de Lyon.
8. Marcelin Moulin, maire de Montagny.
9. Michet (Antoine), juge au tribunal de Villefranche ; est exclu après le 31 mai 1793, est rappelé le 18 frimaire an III (8 décembre 1794).
10. Eugène Louis Melchior Patrin, naturaliste. Est arrêté en juillet 1793, puis remis en liberté.
11. Forest (Jacques), juge au tribunal de Roanne ; est exclu après le 31 mai 1793, est rappelé le 18 frimaire an III (8 décembre 1794).
12. Noël Pointe, ouvrier armurier à Saint-Étienne.
13. Cusset (Joseph), négociant à Lyon.
14. Javogues fils (Claude), administrateur du district de Montbrison. Est décrété d'arrestation le 13 prairial an III (1er juin 1795) ; est ensuite amnistié.
15. Lanthenas (François), médecin. Élu dans la Haute-Loire et dans Rhône-et-Loire, opte pour ce dernier département.

### Suppléants
1. Fournier (Antoine), juge de paix de Millery, remplace Priestley qui a refusé le mandat de député.
2. Buiron-Gaillard (Jean-Baptiste), maire de Villefranche. Est guillotiné à Lyon et n'a pas siégé.
3. Pierre de Noailly, médecin, maire de Chanoy. Remplace Chasset le 13 août 1793 et continue à siéger après le rappel de ce dernier.
4. Boiron (Jean-Baptiste), juge de paix de Saint-Chamond. Remplace Vitet, le 7 août 1793 et continue à siéger après le rappel de ce dernier.
5. Beraud (André), maire de Buf. N'a pas siégé.

## Haute-Saône
7 députés et 3 suppléants

### Députés
1. Gourdan (Claude-Christophe), président du tribunal de Champlitte, ancien Constituant.
2. Vigneron (Claude-Bonaventure), procureur général syndic du département.
3. Siblot (Claude François Bruno), médecin, ancien député à la Législative.
4. Chauvier (Claude-François-Xavier), président du département.
5. Balivet (Claude-François), procureur syndic du district de Gray.
6. Dornier l'aîné (Claude-Pierre), administrateur du département.
7. Claude-Antoine Bolot, maire de Vesoul.

### Suppléants
1. Forestier, chef de légion du district de Gray. N'a pas siégé.
2. Humblot (Nicolas), juge de paix de Jussey. N'a pas siégé.
3. Billerey (Anatole), administrateur du département. N'a pas siégé.

## Saône-et-Loire
11 députés et 6 suppléants

### Députés
1. Gelin (Jean-Marie), notaire à Charolles, administrateur du district, ancien député à la Législative.
2. Masuyer (Claude Laurent), juge à Louhans, ancien député à la Législative. Est condamné à mort le 25 et exécuté le 29 ventôse an II (15 et 19 mars 1794). Est remplacé dès le 31 juillet 1793 par Chamborre.
3. Carra (Jean-Louis, homme de lettres, nommé dans sept département, opte pour la Saône-et-Loire. Est condamné à mort le 9 et guillotiné le 10 brumaire an II (30 et 31 octobre 1793) ; est remplacé par Roberjot le 26 brumaire an II (16 novembre 1793).
4. Guillermin (Claude-Nicolas), commandant de la garde nationale à Louhans. On annonce son décès à la Convention dans la séance du 19 avril 1793. Est remplacé par Jacob le 26 mai 1793.
5. Reverchon (Jacques), négociant à Vergisson, ancien député à la Législative.
6. Guillemardet (Ferdinand Pierre Marie Dorothée), médecin, maire d'Autun.
7. Baudot (Marc-Antoine), médecin à Charolles, ancien député à la Législative. Est décrété d'arrestation le 13 prairial an III (1er juin 1795) ; est ensuite amnistié.
8. Bertucat (Mathieu-Nicolas), maire de Paray-le-Monial.
9. Mailly (Antoine), président du département.
10. Moreau (Marie-François), ingénieur du canal de Charolais, administrateur du département. Démissionnaire le 15 août 1793 ; reste à son poste faute de suppléant.
11. Cloots (Jean-Baptiste, dit Anacharsis, opte pour l'Oise.

### Suppléants
1. Montgilbert (François-Agnès), notaire à Bourbon-Lancy, remplace Cloots, le 27 septembre 1792.
2. Jacob (Claude), procureur syndic du district de Marsigny. Remplace Guillermin le 26 mai 1793 ; donne sa démission le 16 septembre de la même année; est remplacé par Millard le 26 vendémiaire an III (17 octobre 1794).
3. Chamborre (Jean-Baptiste), avoué à Mâcon, remplace dès le 31 juillet 1793, Masuyer.
4. Millard (Charles), commissaire au tribunal criminel du département. Remplace Jacob le 16 vendémiaire an II (7 octobre 1793).
5. Roberjot (Claude), curé de Saint-Pierre de Mâcon, administrateur du district, remplace Carra le 26 brumaire an II (16 novembre 1793).
6. Peillon le jeune (Jean-Noël), négociant à Châlon, détenu comme suspect à Châlon. N'a pas été appelé à siéger.

## Sarthe
10 députés et 4 suppléants

### Députés
1. Richard (Joseph-Étienne), avoué à La Flèche, ancien député à la Législative.
2. François de La Primaudière (René), avoué à Sablé, ancien député à la Législative.
3. Salmon (Gabriel-René-Louis), notaire, administrateur du département, ancien député à la Législative. Est exclu après le 31 mai 1793 ; est rappelé le 18 frimaire an III (8 décembre 1794)
4. Philippeaux (Pierre), juge du district du Mans. Est guillotiné le 16 germinal an II (5 avril 1794). Est remplacé par Cornilleau le 3 germinal an III (23 mars 1795).
5. Boutrouë (Laurent-Martial-Stanislas), notaire, membre du directoire du département.
6. Levasseur (René), chirurgien, administrateur du district du Mans. Est décrété d'arrestation le 16 germinal et d'accusation le 2 prairial an III (5 avril et 12 mai 1795); est ensuite amnistié.
7. Chevalier (Jacques-René), laboureur. Donne sa démission le 16 frimaire an II (6 décembre 1793) : est remplacé par Lehault, le 16 pluviôse an II (4 février 1794) ; rentre plus tard à la Convention (liste du 2 vendémiaire an IV (24 septembre 1795)), où il siège en même temps que son suppléant.
8. Froger-Plisson (Louis-Joseph), avoué, membre du directoire du département.
9. Sieyès (Emmanuel-Joseph), abbé, ancien constituant. Nommé dans la Gironde, l'Orne et la Sarthe, opte pour la Sarthe.
10. Le Tourneur (Emmanuel-Pierre), drapier, président du district du Mans.

### Suppléants
1. Lehault (Bernard-Pierre), receveur du district de Mamers. Remplace Chevalier le 16 pluviôse an II (4 février 1794) ; continue de siéger malgré la rentrée de Chevalier à la Convention.
2. Cornilleau (René), notaire, ancien Constituant. Remplace le 3 germinal an III (23 mars 1795) Philippeaux guillotiné.
3. Quantin de Bessé (Claude-Michel). N'a pas siégé.
4. Tison, notaire à Bouton. N'a pas siégé.

## Seine
N.B. Le département de Paris (1790-1795) fut renommé en département de la Seine en 1795.
24 députés et 8 suppléants

### Députés
1. Robespierre l'aîné (Maximilien-Marie-Isidore), ancien Constituant. Élu dans le Pas-de-Calais et à Paris, le 5 septembre ; opte pour Paris. Est mis hors la loi le 9 et exécuté le 10 thermidor an II (27 et 28 juillet 1794).
2. Danton (Georges-Jacques), avocat, ministre de la justice. Élu le 6 septembre. Est guillotiné le 16 germinal an II (5 avril 1794). Est remplacé par Vaugeois le 27 vendémiaire an III (18 octobre 1794).
3. Collot-d'Herbois (Jean-Marie), homme de lettres. Élu le 6 septembre. Est déporté en vertu du décret du 12 germinal an III (1er avril 1795).
4. Manuel (Pierre-Louis), procureur général syndic de la commune de Paris. Élu le 7 septembre. Démissionnaire le 19 janvier 1793. Est remplacé par Boursault le 19 mars 1793. Est condamné à mort le 24 brumaire an II (14 novembre 1793).
5. Billaud-Varenne (Jacques-Nicolas), homme de loi. Élu le 7 septembre. Est condamné à la déportation le 12 germinal an III (1er avril 1795).
6. Desmoulins (Benoît-Camille), avocat et journaliste. Élu le 8 septembre. Est guillotiné le 16 germinal an II (5 avril 1794).
7. Marat (Jean-Paul), journaliste. Élu le 9 septembre. Est assassiné le 13 juillet 1793. est remplacé par Fourcroy le 25 juillet 1793.
8. Lavicomterie (Louis-Charles de), homme de lettres. Est décrété d'arrestation le 9 prairial an III (28 mai 1795) ; est ensuite amnistié.
9. Legendre (Louis), boucher.
10. Raffron du Trouillet (Nicolas), avocat, diplomate, ancien chargé des affaires de France en Toscane.
11. Panis (Étienne-Jean), homme de loi. Est décrété d'arrestation le 8 prairial an III (27 mai 1795) ; est ensuite amnistié.
12. Sergent (Antoine-François), graveur, officier municipal. Est décrété d'arrestation le 13 prairial an III (1er juin 1795) ; est ensuite amnistié.
13. Robert (Pierre-François-Joseph), homme de lettres
14. Dusaulx (Jean), membre de l'Académie des inscriptions, ancien député à la Législative. Est exclu après le 31 mai 1793. Est rappelé le 18 frimaire an III (8 décembre 1794).
15. Fréron (Stanislas-Louis-Marie), homme de lettres.
16. Beauvais (Charles-Nicolas), médecin, ancien député à la Législative. Meurt à Montpellier le 18 germinal an II (7 avril 1794). Est remplacé par Rousseau le 9 ventôse an III (27 février 1795).
17. Fabre d'Églantine (Philippe François Nazaire Fabre, dit), homme de lettres. Est guillotiné le 16 germinal an II (5 avril 1794).
18. Osselin (Charles-Nicolas), avoué. Est guillotiné le 8 messidor an II (26 juin 1794).
19. Robespierre le jeune (Augustin-Bon-Joseph), administrateur du département. Est exécuté le 10 thermidor an II (28 juillet 1794).
20. David (Jacques Louis), peintre. Est décrété d'arrestation le 10 prairial an III (29 mai 1795); est ensuite amnistié.
21. Boucher (Antoine-Sauveur), électeur de la section du Théâtre-Français.
22. Laignelot (Joseph-François), homme de lettres. Est décrété d'arrestation le 8 prairial an III (27 mai 1795); est ensuite amnistié.
23. Thomas (Jean-Jacques), licencié ès-lois. Meurt de maladie le 27 pluviôse an II (15 février 1794).Est remplacé par Desrues le 3 ventôse an II (21 février 1794).
24. Philippe-Égalité (Louis-Philippe-Joseph-Égalité, duc d'Orléans, dit), ancien Constituant. Est condamné à mort le 16 brumaire an II (6 novembre 1793). Est remplacé par Bourgain le 27 brumaire an II (17 novembre 1793).

### Suppléants
1. Lulier (Louis-Marie), homme de loi, appelé à remplacer Manuel, le 19 mars 1793, refuse de siéger.
2. Boursault (Jean-François), directeur du théâtre de Molière. Remplace Manuel le 19 mars 1793.
3. Jean-Nicolas Pache, ancien contrôleur de la maison du roi ; ministre de la guerre, puis maire de Paris. N'a pas siégé.
4. Fourcroy (Antoine-François), médecin, membre de l'Académie des sciences. Remplace Marat le 25 juillet 1793.
5. Bourgain (Denis-Guillaume), artiste. Remplace le duc d'Orléans le 27 brumaire an II (17 novembre 1793).
6. Rousseau (Jean). Remplace Beauvais le 9 ventôse an III (27 février 1795).
7. Vaugeois (Jean-François-Gabriel), ex-prêtre. Remplace Danton le 27 vendémiaire an III (18 octobre 1794).
8. Desrues (Philippe-François), électeur du canton d'Issy. Remplace Thomas le 3 ventôse an II (21 février 1794).

## Seine-Inférieure
16 députés et 6 suppléants

### Députés
1. Antoine Louis Albitte l'aîné, homme de loi à Dieppe, ancien député à la Législative. Est décrété d'arrestation et d'accusation les 1er et 2 prairial an III (20 et 21 mai 1795) ; est ensuite amnistié.
2. Pierre Pomponne Amédée Pocholle, maire de Dieppe, ancien oratorien, ancien député suppléant à la Législative.
3. Antoine François Hardy, médecin à Rouen. Est traduit au tribunal révolutionnaire le 12 vendémiaire an II (3 octobre 1793) ; rentre ensuite à la Convention.
4. Yger (Jean-Baptiste), juge au tribunal de Cany.
5. Hecquet (Charles Robert), maire de Caudebec. Est exclu après le 31 mai 1793 ; est rappelé le 18 frimaire an III (8 décembre 1794).
6. Duval (Jean Pierre), greffier du bureau central des juges de paix à Rouen. Est déclaré démissionnaire le 15 juillet 1793 ; est remplacé par Revel le 3 août suivant ; rentre plus tard à la Convention où il siège en même temps que son suppléant.
7. Vincent (Pierre Charles Victor), administrateur du district de Neufchâtel. Est exclu après le 31 mai 1793 ; est rappelé le 18 frimaire an III (8 décembre 1794).
8. Faure (Pierre Joseph Denis Guillaume), juge au tribunal du Havre. Est exclu après le 31 mai 1793 ; est rappelé le 18 frimaire an III (8 décembre 1794).
9. Lefebvre (Pierre Louis Stanislas), receveur du district de Gournay. Est exclu après le 31 mai 1793 ; est rappelé le 18 frimaire an III (8 décembre 1794).
10. Charles-Auguste-Esprit-Rose Blutel, juge de paix à Rouen.
11. Jacques Charles Bailleul, juge de paix au Havre. Est exclu après le 31 mai 1793 ; est rappelé le 18 frimaire an III (8 décembre 1794).
12. Mariette (Jacques Christophe Luc), juge de paix à Rouen.
13. Pierre Philippe Doublet, cultivateur à Londinières. Est poursuivi après le 31 mai 1793 et meurt en prison à La Force le 4 frimaire an II (24 novembre 1793) ; est remplacé par Albitte le jeune le 25 frimaire an II (15 décembre 1793).
14. Ruault (Alexandre Jean), curé d'Yvetot, ancien député suppléant à la Législative. Est exclu après le 31 mai 1793 ; est rappelé le 18 frimaire an III (8 décembre 1794).
15. Bourgois (Jacques François Augustin), juge au tribunal de Neufchâtel-en-Bray.
16. Delahaye (Jacques Charles Gabriel), avoué à Caudebec. Est exclu après le 31 mai 1793 ; est déclaré démissionnaire le 15 juillet et remplacé le 25 du même mois par Lecomte ; est rappelé le 23 germinal an III (12 avril 1795) et siège à la Convention en même temps que son suppléant.

### Suppléants
1. Lecomte (Pierre), substitut du procureur de la commune de Rouen. Remplace le 25 juillet 1793 Delahaye qui a été déclaré démissionnaire.
2. Revel (François-Bernard), administrateur du département, juge à Veusles. Remplace le 3 août 1793, Duval qui a été déclaré démissionnaire.
3. Albitte le jeune (Jean-Louis), administrateur du département. Remplace Doublet le 25 frimaire an II (15 décembre 1793).
4. Grandin (Jacques-Pierre), administrateur du département. N'a pas siégé.
5. Rousselet, commandant en second du 8e bataillon de volontaires de la Seine-Inférieure. N'a pas siégé.
6. Arvers (Charles-François), substitut de l'agent national de la commune de Rouen. N'a pas siégé.

N.B. Le département de la Seine-Inférieure, comptait le 2 vendémiaire an IV (24 septembre 1795), 17 députés en fonctions, alors qu'il n'avait droit qu'à 16. Cette anomalie provient de ce que Delahaye et son suppléant Lecomte siégeaient en même temps.

## Seine-et-Marne
11 députés et 11 suppléants

### Députés
1. Mauduyt (François-Pierre-Ange), homme de loi.
2. Bailly (Edmé-Louis-Barthélemy), ex-oratorien.
3. Tellier (Armand-Constant), ancien avocat au bailliage du Mans, ancien Constituant. Se brûle la cervelle à Chartres le 1er jour complémentaire an III (17 septembre 1795).
4. Cordier (Michel-Martial), juge de paix à Coulommiers.
5. Viquy (Jean-Nicolas), maire de Bray-sur-Seine.
6. Geoffroy le jeune (Marie-Joseph), officier municipal à Fontainebleau.
7. Bernard des Sablons (Claude), officier municipal à Moret.
8. Himbert (Louis-Alexandre), maire de La Ferté-sous-Jouarre.
9. Opoix (Christophe), apothicaire, officier municipal à Provins.
10. Defrance (Jean-Claude), médecin à Rozay-en-Brie.
11. Bernier (Louis-Toussaint-Cécile), homme de loi à Meaux.

### Suppléants
1. Bézout (Étienne-Louis), administrateur du district de Nemours. Est appelé à siéger en vertu de la loi du 7 ventôse an III (25 février 1795) et du tirage au sort destiné à compléter la Convention, opéré le 5 floréal an III (24 avril 1795).
2. Petithomme (Jean-Baptiste), administrateur du département. N'a pas siégé.
3. Guyardin (Simon-Nicolas), ex-grand vicaire épiscopal, administrateur du département. N'a pas siégé.
4. Vacheron (Jacques-Théodore), administrateur du département. N'a pas siégé.
5. Galand (Pierre-Sébastien), administrateur du district de Meaux. N'a pas siégé.
6. Laborde, administrateur du département. N'a pas siégé.
7. Marest (Étienne), ex-vicaire épiscopal. N'a pas siégé.
8. Le Preux-Poincy (Louis-François), marchand à La Ferté-sur-Marne, administrateur du district de Meaux. N'a pas siégé.
9. Pichonnier (Romain). N'a pas siégé.
10. Frager (Claude), cultivateur à Ebly. N'a pas siégé.
11. Chapelle (Jean-André), administrateur du directoire du département. N'a pas siégé.

N.B. Les électeurs de Seine-et-Marne nommèrent 11 suppléants au lieu de cinq. Un seul fut appelé à siéger.

## Seine-et-Oise
14 députés et 6 suppléants

### Députés
1. Lecointre (Laurent), commandant de la garde nationale à Versailles, administrateur du département, ancien député à la Législative. Est décrété d'arrestation le 16 germinal et d'accusation le 2 prairial an III (5 avril et 21 mai 1795) ; est ensuite amnistié.
2. Haussmann (Nicolas), négociant, ancien député à la Législative.
3. Jean Bassal, curé de Saint-Louis, à Versailles, ancien député à la Législative.
4. Charles-Jean-Marie Alquier, président du tribunal criminel du département, ancien Constituant.
5. Antoine-Joseph Gorsas, journaliste. Élu dans l'Orne et en Seine-et-Oise, opte pour Seine-et-Oise. Est condamné à mort et guillotiné le 16 vendémiaire an II (7 octobre 1793) ; est remplacé dès le 16 juillet 1793, par Venard.
6. Audouin (Pierre-Jean), journaliste.
7. Treilhard (Jean-Baptiste), ancien Constituant.
8. Roy (Denis), cultivateur et juge de paix à Argenteuil.
9. Tallien (Jean-Lambert), journaliste, membre de la commune de Paris.
10. Hérault de Séchelles (Marie-Jean), commissaire du roi près la Cour de cassation, ancien député à la Législative. Est guillotiné le 16 germinal an II (5 avril 1794). Est remplacé par Goujon.
11. Louis Sébastien Mercier, homme de lettres. Est exclu après le 31 mai 1793 ; est rappelé le 18 frimaire an III (8 décembre 1794).
12. Armand de Kersaint (Armand-Guy-Simon), officier de marine, ancien député à la Législative. Donne sa démission le 22 février 1793 ; est remplacé le même jour par Richaud ; est condamné à mort le 14 frimaire an II (4 décembre 1793).
13. Bertrand Barère de Vieuzac. Opte pour les Hautes-Pyrénées ; est remplacé par Dupuis dès l'ouverture de la Convention.
14. Marie-Joseph Chénier, homme de lettres.

### Suppléants
1. Dupuis (Charles-François), de l'Académie des inscriptions. Remplace Barère de Vieuzac.
2. Grouvelle (Philippe-Antoine), secrétaire du conseil exécutif provisoire. Est appelé à remplacer Kersaint et refuse de siéger.
3. Lagrange (Joseph-Louis), géomètre, naturalisé français. Est appelé, sur le refus de Grouvelle à remplacer Kersaint et n'accepte pas.
4. Richaud (Hyacinthe), maire de Versailles. Remplace Kersaint, le 22 février 1793.
5. Venard (Henri-Étienne), haut-juré. Remplace Gorsas le 16 juillet 1793.
6. Goujon (Jean-Marie-Claude-Alexandre), procureur général syndic du département. Remplace Hérault de Séchelles le 26 germinal an II (15 avril 1794) ; est décrété d'arrestation le 1er prairial et se tue le 29 prairial an III (20 mai et 17 juin 1795).

## Deux-Sèvres
7 députés et 3 suppléants

### Députés
1. Michel Mathieu Lecointe-Puyraveau, avocat, administrateur du département, ancien député à la Législative.
2. Louis-Alexandre Jard-Panvillier, médecin, procureur général syndic du département, ancien député à la Législative.
3. Pierre-Jean-Baptiste Auguis, président du tribunal de Melle, ancien député à la Législative.
4. Gaspard-Séverin Duchastel, chef de légion à Thouars. Est condamné à mort le 9 brumaire an II (30 octobre 1793) ; est remplacé dès le 11 juillet 1793 par Chauvin-Hersault.
5. Dubreüil-Chambardel (Pierre), administrateur du département, ancien député à la Législative.
6. Lofficial (Louis-Prosper), juge au tribunal de Parthenay, ancien Constituant.
7. Charles Cochon-Lapparent, ancien Constituant, président du tribunal criminel du département.

### Suppléants
1. François-Augustin Chauvin-Hersant, administrateur du département, accusateur public près le tribunal criminel. Remplace Duchastel le 11 juillet 1793.
2. Briault (Jacques), avocat, ancien Constituant. N'a pas siégé.
3. Sionneau (Robert-Louis), juge à Parthenay. N'a pas siégé.

## Somme
13 députés et 4 suppléants

### Députés
1. Saladin (Jean-Baptiste-Michel), juge à Amiens, ancien député à la Législative. Est exclu après le 31 mai 1793 ; est rappelé le 18 frimaire an III (8 décembre 1794).
2. Rivery (Louis), cultivateur, administrateur du département, ancien député à la Législative.
3. Merlin de Thionville (Antoine). Opte pour la Moselle ; est remplacé le 1er octobre 1792 par François.
4. Gantois (Jean-François), cultivateur à Fresnoy.
5. André Dumont, avocat, administrateur du district d'Amiens.
6. Asselin (Eustache-Benoît), juge à Péronne. Décède le 15 frimaire an II (5 décembre 1793), est remplacé par Vasseur le 1er pluviôse an II (20 janvier 1794).
7. Hourier-Eloy (Charles-Antoine). Révoqué par l'assemblée électorale après sa nomination est rétabli par la Convention dans la séance du 1er octobre 1792.
8. Louvet (Pierre-Florent), juge au tribunal de Montdidier, ancien député à la Législative.
9. Dufestel (Jean-François), cultivateur. Révoqué par l'assemblée électorale électorale après sa nomination est rétabli par la Convention dans la séance du 1er octobre 1792 ; donne sa démission le 5 frimaire an II (25 novembre 1793) ; est remplacé par Dequem le 30 frimaire an II (20 décembre 1793).
10. Martin-Saint-Prix (Jean-Baptiste), ancien député suppléant à la Législative.
11. Devérité (Louis-Alexandre), imprimeur à Abbeville. Est décrété d'arrestation le 8 juillet 1793 ; se cache et est rappelé le 18 frimaire an III (8 décembre 1794).
12. Delecloy (Jean-Baptiste-Joseph), juge de paix à Doullens.
13. Sillery (Charles-Alexis Brulart ci-devant marquis de). Maréchal de camp, ancien Constituant. Est condamné à mort le 9 brumaire an II (30 octobre 1793) ; est remplacé par Scellier le 27 frimaire an II (17 décembre 1793).

### Suppléants
1. François (Landry-François-Adrien). Remplace le 1er octobre 1792 Merlin de Thionville qui a opté pour la Moselle.
2. Scellier (Gérard), marchand de draps à Amiens. Remplace Sillery le 27 frimaire an II (17 décembre 1793).
3. Dequen-Boulanger (Honoré-François), canonnier-volontaire. Remplace Dufestel le 30 frimaire an II (20 décembre 1793).
4. Vasseur (Alexandre). Remplace Asselin le 1er pluviôse an II (20 janvier 1794).

## Tarn
9 députés et 3 suppléants

### Députés
1. Lasource (Marc-David-Albin), ministre protestant, ancien député à la Législative. Est guillotiné le 10 brumaire an II (31 octobre 1793) ; est remplacé dès le 9 août 1793 par Deltel.
2. Lacombe-Saint-Michel (Jean-Pierre), officier d'artillerie, ancien député à la Législative.
3. Solomiac (François-Pierre), président du tribunal criminel du département. Démissionnaire le 15 août 1793 ; est remplacé par Tridoulat, le 2 vendémiaire an II (23 septembre 1793).
4. Pierre Jean Louis Campmas, administrateur du département, ancien Constituant.
5. Marvejouls (Pierre-Stanislas), administrateur du district de Gaillac.
6. Daubermesnil (François-Antoine), électeur de Castres. Donne sa démission le 2 mai 1793 ; est remplacé par Terral le 18 juin suivant ; est rappelé à son poste le 24 thermidor an III (11 août 1795) et siège en même temps que son suppléant.
7. Gouzy (Jean-Paul-Louis), homme de loi, ancien député à la Légistative.
8. Rochegude (Henri-Pascal, ci-devant comte de), ancien Constituant.
9. Meyer (Jean-Baptiste), administrateur du département, ancien député suppléant à la Législative.

### Suppléants
1. Terral (Joseph), administrateur du département. Remplace Daubermesnil le 18 juin 1793 et continue à siéger après le rappel de ce dernier.
2. Deltel (Jean), électeur de Cordes. Remplace Lasource le 9 août 1793.
3. Tridoulat (Louis-Gaspard), remplace Solomiac le 2 vendémiaire an II (23 septembre 1793).

N.B. Le 2 vendémiaire an IV (24 septembre 1795) le département du Tarn avait 10 députés en exercice au lieu de 9 qui lui appartenaient.

## Var
8 députés et 4 suppléants

### Députés
1. Escudier (Jean-François), juge de paix à Toulon. Est décrété d'arrestation le 8 prairial an III (27 mai 1795); est ensuite amnistié.
2. Charbonnier (Joseph), premier commis aux comptes des vivres de la marine. Est décrété d'arrestation le 8 prairial an III (27 mai 1795); est ensuite amnistié.
3. Ricord (Jean François), maire de Grasse, avocat. Est décrété d'arrestation le 8 prairial an III (27 mai 1795); est ensuite amnistié.
4. Isnard (Maximin), négociant a Draguignan, ancien député à la Législative. Est exclu après le 31 mai 1793 ; est mis en accusation le 12 vendémiaire an II (3 octobre 1793) : s'évade et rentre à la Convention le 14 frimaire an III (4 décembre 1794).
5. Despinassy de Fontanelle (Antoine-Joseph-Marie), capitaine d'artillerie, ancien député à la Législative. Est exclu après le 31 mai 1793 ; est rappelé le 18 frimaire an III (8 décembre 1794).
6. Roubaud (Jean-Louis), médecin à Tourves, ancien député à la Législative.
7. Antiboul (Charles-Louis), avoué à Saint-Tropez. Est condamné à mort le 9 brumaire an II (30 octobre 1793) ; est remplacé par Cruvès le 23 nivôse an II (12 janvier 1794).
8. Dubois de Crancé (Edmond Louis Alexis), opte pour les Ardennes ; est remplacé par Barras.

### Suppléants
1. Barras (Paul), haut-juré. Remplace dès le début, Dubois de Crancé qui a opté pour les Ardennes.
2. Ricard de Séalt (Xavier), avocat, ancien Constituant. Considéré comme disparu et pris en mer par un navire espagnol.
3. Cruvès (Antoine), électeur de Lorgues. Remplace Antiboul le 23 nivôse an II (12 janvier 1794).
4. Leclerc (Joseph-Michel), électeur d'Hyères. Est ajouté à la liste des suppléants, par suite de l'option de Dubois de Crancé pour les Ardennes. N'a pas siégé.

## Vaucluse
2 députés

### Députés
1. Rovère (Joseph-Stanislas-François-Alexis), ancien député à la Législative. Élu dans les Bouches-du-Rhône, est désigné pour représenter le nouveau département du Vaucluse.
2. Olivier de Gérente (Joseph-Fiacre), ancien député à la Législative. Élu dans la Drôme, devient député du Vaucluse, lors de la formation de ce département. Est exclu après le 31 mai 1793 ; est rappelé le 18 frimaire an III (8 décembre 1794).

N.B. Le département de Vaucluse fut formé par un décret de la Convention du 25 juin 1793. Il comprit les districts de Vaucluse, Apt, Louvèze et Orange qui furent retranchés du département de la Drôme et des Bouches-du-Rhône.

## Vendée
9 députés et 3 suppléants

### Députés
1. Goupilleau (Jean-François-Marie), secrétaire du tribunal criminel du département, ancien Constituant.
2. Goupilleau (Philippe-Charles-Aimé), homme de loi, procureur syndic du district de Montaigu, ancien député à la Législative.
3. Gaudin (Joseph-Marie-Jacques-François), maire des Sables-d'Olonne, négociant, ancien député à la Législative.
4. Maignen (François), administrateur du district de La Châtaigneraye, ancien député à la Législative.
5. Fayau (Joseph-Pierre-Marie), administrateur du département. Est décrété d'arrestation et d'accusation les 1er et 2 prairial an III (20 et 21 mai 1795) ; est ensuite amnistié.
6. Musset (Joseph-Mathurin), curé de Falleron, ancien député à la Législative.
7. Morisson (Charles-François-Gabriel), administrateur du département, ancien député à la Législative.
8. Charles-Jacques-Étienne Girard-Villars, président du département.
9. Garos (Louis-Julien), juge de paix à Fontenay.

### Suppléants
1. Martineau (Ambroise-Jean-Baptiste), homme de loi à Sainte-Hermine. N'a pas siégé.
2. Arnault (Jacques), homme de loi à Paris. N'a pas siégé.
3. Mercier (André-Charles-François), administrateur du département, ancien député suppléant à la Législative. N'a pas siégé.

## Vienne
8 députés et 3 suppléants

### Députés
1. Piorry (Pierre-François), homme de loi, administrateur du département, anien député à la Législative. Est décrété d'arrestation le 1er prairial an III (20 mai 1795) ; est ensuite amnistié.
2. Ingrand (François-Pierre), administrateur du département, ancien député à la Législative.
3. Dutrou-Bornier (Jean-Félix), accusateur public à Poitiers, ancien Constituant.
4. Martineau (Louis), juge au tribunal de Châtellerault, ancien député à la Législative.
5. Bion (Jean-Marie), maire de Loudun, ancien Constituant.
6. Creuzé-Latouche (Jacques-Antoine), ex-lieutenant général de la sénéchaussée de Châtellerault, ancien Constituant.
7. Thibaudeau (Antoine-Claire), procureur syndic de la commune de Poitiers, ancien Constituant.
8. Creuzé (Michel-Pascal), maire de Poitiers.

### Suppléants
1. Texier, juge au tribunal de Montmorillon, ancien député suppléant à la Législative. N'a pas siégé.
2. Pontenier. N'a pas siégé.
3. Lagodrie. N'a pas siégé.

## Haute-Vienne
7 députés et 3 suppléants

### Députés
1. Lacroix (Jean-Michel), procureur syndic du district de Bellac. Est exclu après le 31 mai 1793 ; est rappelé le 18 frimaire an III (8 décembre 1794).
2. Lesterpt-Beauvais (Benoît), receveur du district de Dorat, ancien Constituant. Est condamné à mort le 9 et exécuté le 10 brumaire an II (30 et 31 octobre 1793).
3. Bordas (Pardoux), président du tribunal de Saint-Yrieix, ancien député à la Législative.
4. Gay-Vernon (Léonard), évêque du département, ancien député à la Législative.
5. Faye (Gabriel), administrateur du département, ancien député à la Législative. Est exclu après le 31 mai 1793 ; est rappelé le 18 frimaire an III (8 décembre 1794).
6. Rivaud du Vignaud(François), lieutenant de gendarmerie au Dorat. Est exclu après le 31 mai 1793 ; est rappelé le 18 frimaire an III (8 décembre 1794).
7. Soulignac (Jean-Baptiste), procureur syndic du district de Limoges. Est exclu après le 31 mai 1793 ; est rappelé le 18 frimaire an III (8 décembre 1794).

### Suppléants
1. Jacques Lesterpt, dit Lesterpt l'aîné, président du tribunal de Dorat, ancien Constituant. Remplace Lesterpt-Beauvais, son frère et est admis le 9 ventôse an III (27 février 1795).
2. Dumas (Pierre), président du tribunal criminel. N'a pas siégé.
3. Genty (François-Xavier), juge à Bellac. N'a pas siégé.

## Vosges
8 députés et 4 suppléants

### Députés
1. Poullain-Grandprey (Joseph-Clément), procureur général syndic du département.
2. François de Neufchâteau (Nicolas-Louis) ancien député à la Législative. Refuse le mandat de député le 10 septembre 1792 ; est remplacé par Balland.
3. Hugo (Joseph), administrateur du département. Est déclaré déchu pour cause de maladie, le 9 vendémiaire an II (30 septembre 1793) ; est remplacé le 22 vendémiaire an II (13 octobre 1793), par Cherrier.
4. Perrin (Jean-Baptiste), président du département.
5. Noël (Jean-Baptiste) procureur syndic de Remiremont. Est condamné à mort le 18 frimaire an II (8 décembre 1793).
6. Souhait (Joseph-Julien); maire de Saint-Dié.
7. Bresson (Jean-Baptiste), administrateur du district de Darney, ancien député suppléant à la Législative. Est exclu après le 31 mai 1793 ; est rappelé le 18 frimaire an III (8 décembre 1794).
8. Couhey (François), juge au tribunal de Neufchâteau.

### Suppléants
1. Balland (Charles-André), procureur syndic du district de Bruyères, ancien député suppléant à la Législative. Remplace François de Neufchâteau, non acceptant.
2. Cherrier (Jean-Claude), président du tribunal de Neufchâteau, ancien Constituant. Remplace Hugo le 22 vendémiaire an II (13 octobre 1793).
3. Martin (Nicolas-Félix), juge du district de Lamarche. Est appelé à remplacer Bresson, tombe malade en route, envoie sa démission qui est acceptée le 7 floréal an III (26 avril 1795). Est arrêté comme suspect de fédéralisme.
4. Fricot (François-Firmin), électeur de Remiremont, ancien Constituant. Est admis le 4 messidor an III (22 juin 1795) en remplacement de Martin, quoique Bresson, député titulaire, ait été rappelé le 18 frimaire an III (8 décembre 1794).

## Yonne
9 députés et 3 suppléants

### Députés
1. Maure l'aîné (Nicolas), épicier à Auxerre, administrateur du département. Se tue le 17 prairial an III (5 juin 1795).
2. Lepeletier de Saint-Fargeau (Louis-Michel), président du département, ancien Constituant. Est tué au Palais-Royal le 20 janvier 1793 ; est remplacé par Villetard, le 25 janvier 1793.
3. Turreau-Linières (Louis Marie), administrateur du département, ancien député suppléant à la Législative.
4. Boilleau jeune (Jacques), juge de paix à Avallon. Est guillotiné le 9 brumaire an II (30 octobre 1793). Boilleau aîné appelé à prendre sa place refuse de siéger à côté des assassins de son frère qui est remplacé par Jeannest le 9 frimaire an II (29 novembre 1793).
5. Précy (Jean), juge de pais d'Aillant, administrateur du département.
6. Bourbotte (Pierre), administrateur du département. Est décrété d'accusation le 8 et guillotiné le 25 prairial an III (17 mai et 13 juin 1795).
7. Hérard (Jean-Baptiste), vice-président du district de Sens.
8. Finot (Étienne), administrateur du district de Saint-Florentin.
9. Chastellain (Jean-Claude), administrateur du district de Sens; exclu après le 31 mai 1793 ; rappelé le 8 décembre 1794 ?

### Suppléants
1. Villetard-Prunières (Edme-Pierre-Alexandre), membre du tribunal de commerce à Auxerre. Remplace Lepeletier de Saint-Fargeau le 25 janvier 1793.
2. Boilleau l'aîné (Jean-Pierre-Edme), administrateur du district d'Avallon. Appelé à remplacer son frère Boilleau jeune, refuse de siéger à côté des assassins de ce dernier.
3. Jeannest La Noüe l'aîné (Pierre-Edme-Nicolas), administrateur du district de Saint-Florentin, ancien Constituant. Remplace Boilleau jeune, le 9 frimaire an II (29 novembre 1793).

## Colonies

### CayenneetGuyane
1 député et 1 suppléant

#### Député
1. Pomme (André). Est admis le 10 avril 1793.

#### Suppléant
1. Bagot (Jean-Baptiste). N'a pas siégé.

### Île Maurice(alors appelée Île de France)
2 députés - pas de suppléant

#### Députés
1. Gouly (Benoît-Louis). Admis le 14 vendémiaire an II (5 octobre 1793).
2. Serres (Jean-Jacques). Admis le 14 vendémiaire an II (5 octobre 1793).

### Martinique
4 députés et 3 suppléants

#### Députés
1. Dugommier (Jacques-François-Coquille), officier, chargé du commandement de l'armée des Pyrénées-Orientales, est tué à l'ennemi le 28 brumaire an III (18 novembre 1794) ; est remplacé par Fourniols, le 24 frimaire an III (14 décembre 1794).
2. Crassous de Médeuil (Jean-Augustin). Admis le 17 vendémiaire an II (8 octobre 1793). Est décrété d'arrestation le 16 germinal an III (5 avril 1795) ; est ensuite acquitté.
3. Arnaud-Corio. N'a pas siégé.
4. Littée (Janvier). Est validé le 5 et prend séance le 18 septembre 1793.

#### Suppléants
1. Fourniols (Michel). remplace Dugommier le 24 frimaire an III (14 décembre 1794).
2. Ruste. N'a pas siégé.
3. Maurice (Jean-Pierre-Nicolas). N'a pas siégé.

### Guadeloupe
4 députés et 2 suppléants

#### Députés
1. Dupuch (Elie-Louis). Est admis le 18 septembre 1793.
2. Guillermin. Meurt en se rendant en France ; est remplacé par Lion.
3. Sabathier-Saint-André. Est tué dans l'île de Sainte-Lucie, sans avoir siégé.
4. Pautrizel (Jean-Baptiste). Est admis le 9 fructidor an II (26 août 1794) ; est décrété d'arrestation le 6 prairial an III (25 mai 1795) ; est ensuite amnistié.

#### Suppléants
1. Lion (Pierre-Joseph). Remplace Guillermin.
2. Curcier. N'a pas siégé.

### Réunion
2 députés et 2 suppléants

#### Députés
1. Lemarchand (Nicolas-Anne). Demande à être admis le 23 mars 1793 ; le 10 prairial an II (29 mai 1794), il refuse de siéger par une lettre datée de Baltimore ; est remplacé par Detchéverry le 26 vendémiaire an IV (18 octobre 1795).
2. Besnard (Pierre-Charles-Emmanuel). Est admis le 1er ventôse an III (19 février 1795).

#### Suppléants
1. Detchéverry (Jean-Baptiste). Remplace Lemarchand le 26 vendémiaire an IV (18 octobre 1795).
2. Larabit (Pierre-Denis). N'a pas siégé.

### Saint-Domingue
6 députés et 3 suppléants

#### Députés
1. Belley (Jean-Baptiste). Est admis le 15 pluviôse an II (3 février 1794).
2. Dufay (Louis-Pierre). Est admis le 15 pluviôse an II (3 février 1794).
3. Boisson (Joseph). Admis le 16 messidor an II (4 juillet 1794).
4. Garnot (Pierre-Nicolas). Admis le 16 messidor an II (4 juillet 1794).
5. Mills (Jean-Baptiste). Se présente le 15 pluviôse an II (3 février 1794).
6. Rechin. Démissionnaire le 11 vendémiaire an II (2 octobre 1793) : est remplacé par Laforest le 5 fructidor an III (22 août 1795).

#### Suppléants
1. Laforest l'aîné (Étienne). Remplace Rechin le 5 fructidor an III (22 août 1795).
2. Chavane (Marc). N'a pas siégé.
3. Richebourg. N'a pas siégé.